# Donatello
Donatello, vero nome Donato di Niccolò di Betto Bardi (Firenze, 1386 – Firenze, 13 dicembre 1466), è stato uno scultore, pittore e architetto italiano.

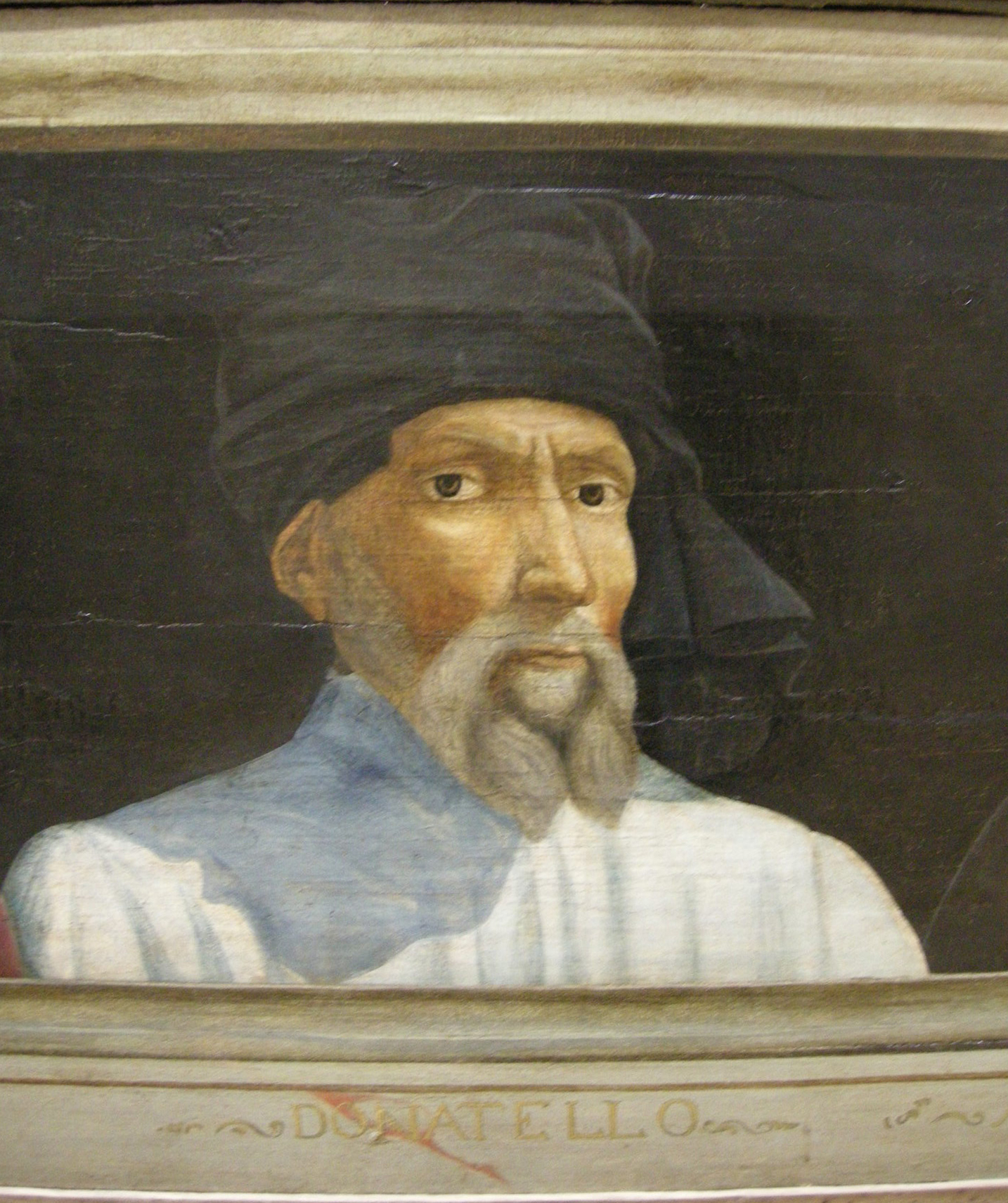
Ritratto di Donatello, Paolo Uccello XV secolo, Louvre

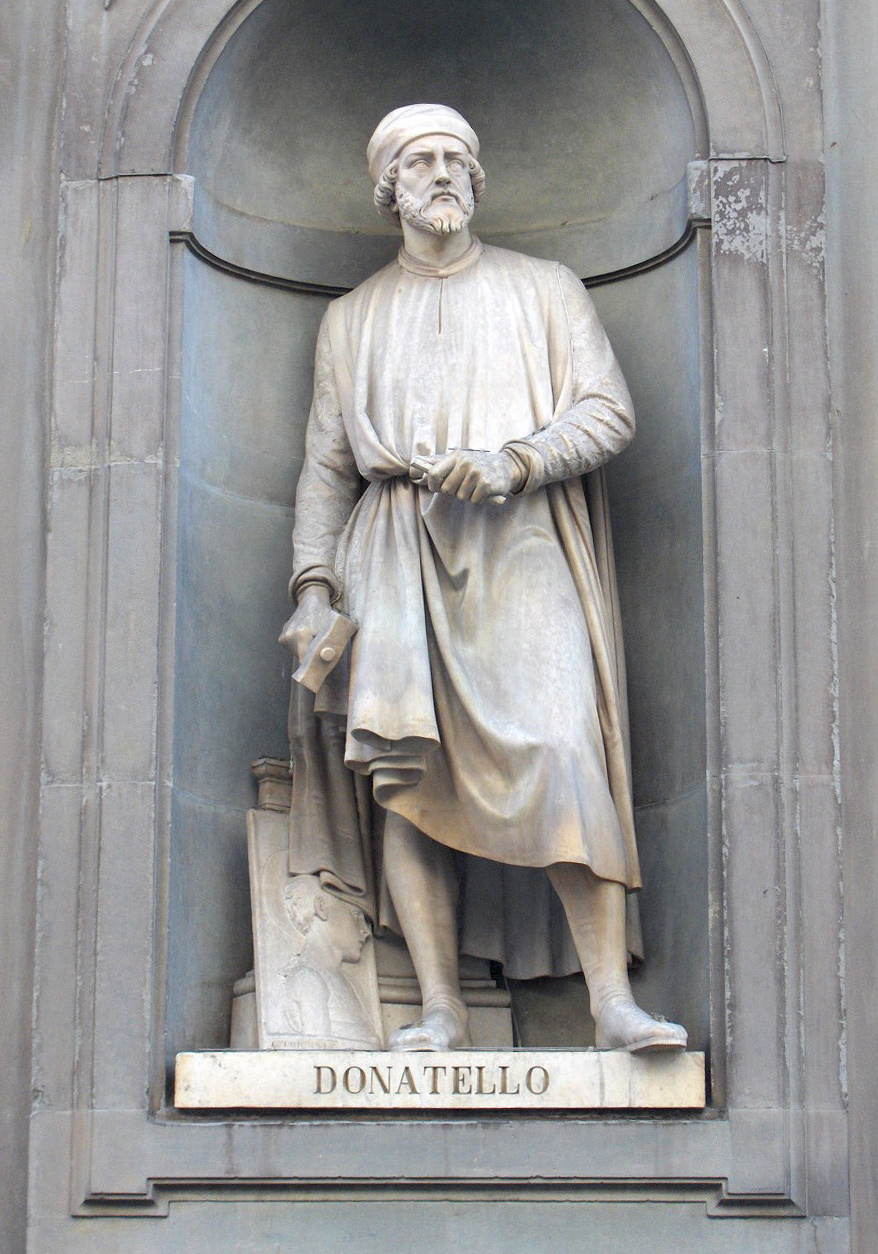
La statua di Donatello nel loggiato degli Uffizi a Firenze

Artista dalla lunghissima carriera, fu uno dei tre padri del Rinascimento fiorentino, assieme a Filippo Brunelleschi e Masaccio, oltre che uno dei più celebri scultori di tutti i tempi. Diede un contributo fondamentale al rinnovo dei metodi della scultura, facendo accantonare definitivamente le esperienze del tardo gotico e superò i modelli dell'arte romana classica. Inventò la tecnica dello "stiacciato", basato su minime variazioni millimetriche degli spessori, che non impedisce la creazione di uno spazio illusorio, e padroneggiò le più disparate tecniche e materiali (marmo, pietra serena, bronzo, legno, terracotta). Si dedicò anche al disegno, fornendo, ad esempio, i modelli per alcune vetrate del Duomo di Firenze.
Particolare fu la sua capacità di infondere umanità e introspezione psicologica alle opere, spesso con accenti drammatici o di energia e vitalità trattenute ma perfettamente visibili.

## Vita e opere

### Giovinezza (1386-1424)

#### Formazione
(Libro di Antonio Billi)»

Nacque a Firenze nel 1386, figlio di Niccolò di Betto Bardi, cardatore di lana non imparentato con la famiglia comitale dei Bardi. La sua era una famiglia modesta: il padre, irrequieto, condusse una vita tumultuosa, avendo partecipato prima alla rivolta dei Ciompi del 1378 e poi ad altre azioni contro Firenze, che lo portarono a essere condannato a morte e poi perdonato con il condono della pena; un carattere molto diverso da quel suo figliolo così minuto, signorile, elegante e delicato tanto da essere vezzeggiato con il nome di Donatello. Secondo il Vasari, il giovane venne educato nella casa di Roberto Martelli. La prima menzione documentata risale al 1401, quando a Pistoia venne segnalato per il fatto di aver picchiato un tedesco di nome Anichinus Pieri, procurandogli ferite piuttosto serie. Ne seguì una condanna che in caso di reiterazione recidiva avrebbe portato a una salata multa in denaro. Non si conoscono altri episodi di violenza che lo coinvolsero, anche se in numerosi aneddoti dei biografi è tramandato un temperamento piuttosto passionale. La presenza in Pistoia potrebbe essere legata ai lavori del giovane Filippo Brunelleschi e della bottega di Lunardo di Mazzeo e Piero di Giovanni da Pistoia per l'altare di San Jacopo, magari nel ruolo di garzone-apprendista. Una formazione come orafo, allora molto comune per chi voleva intraprendere una qualsiasi carriera artistica, è suffragata solo da prove indiziarie come questa e non è sicura. Dal 1402, fino al 1404, fu a Roma con Brunelleschi, più anziano di lui di circa dieci anni, per studiare "l'antico". Tra i due si andava instaurando un intenso rapporto di amicizia ed il soggiorno romano fu cruciale per le vicende artistiche di entrambi. Essi poterono osservare i copiosi resti antichi, copiarli e studiarli per trarre ispirazione. Il Vasari racconta come i due vagassero nella città spopolata alla ricerca di "pezzi di capitelli, colonne, cornici e basamenti di edifizii", arrivando a scavare quando li vedevano affiorare dal terreno. Le dicerie iniziarono presto a circolare e la coppia veniva chiamata per dileggio "quella del tesoro", poiché si pensava che scavassero alla ricerca di tesori sepolti, e in effetti in qualche occasione rinvennero materiali preziosi, come qualche cameo o pietra dura intagliata o, addirittura, una brocca piena di medaglie.

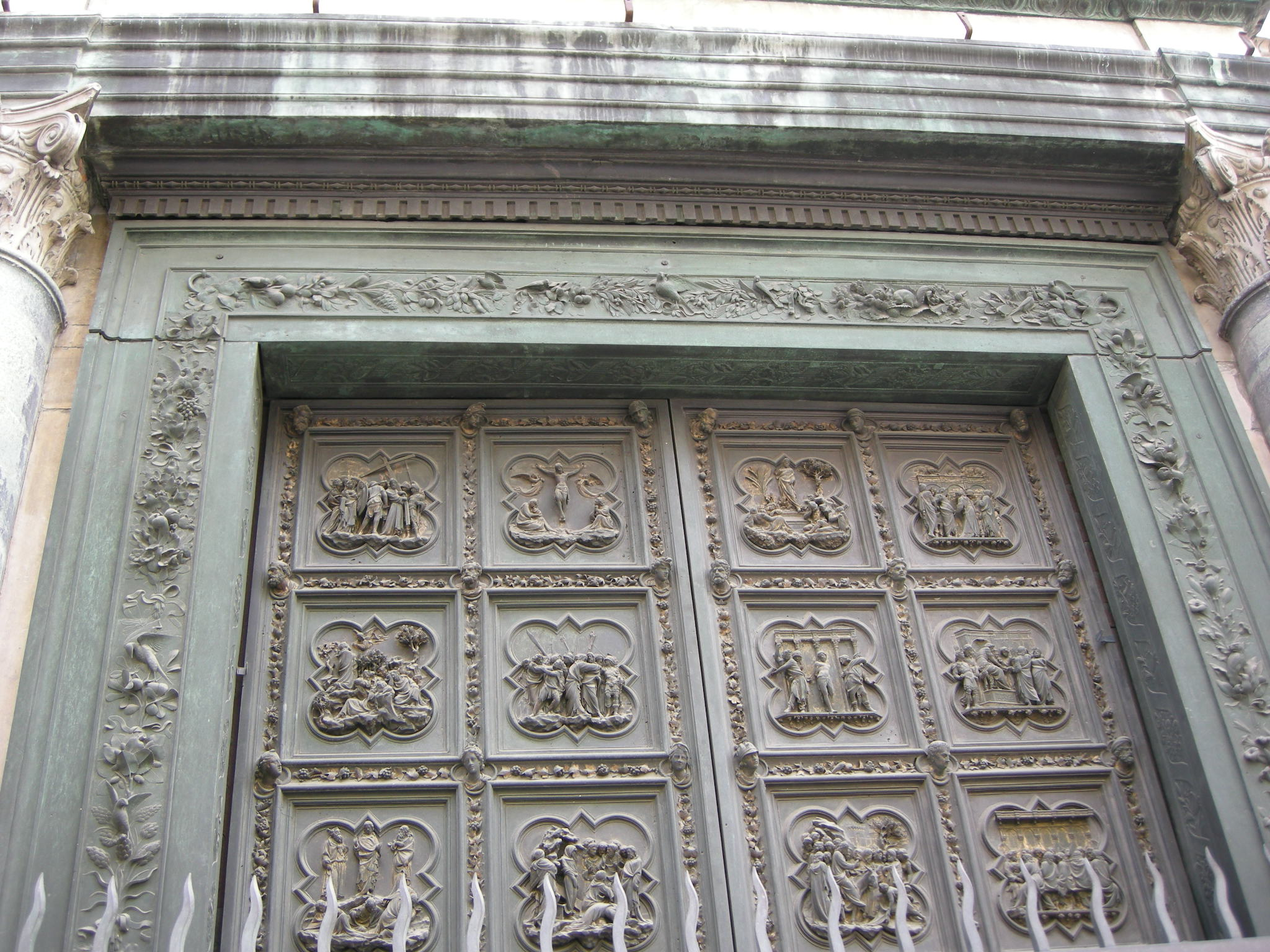
La porta nord del Battistero di Firenze

Nel 1404 Donatello era già tornato a Firenze da solo, per collaborare, nella bottega di Lorenzo Ghiberti, fino al 1407, alla creazione dei modelli in cera per la porta nord del Battistero. Questa attività retribuita, legata alla lavorazione dei metalli, ha altresì fatto supporre la conoscenza dei rudimenti dell'attività di orafo. Nel 1412, infatti, una nota nel registro della corporazione dei pittori lo indica come "orafo e scalpellatore".

#### All'Opera del Duomo

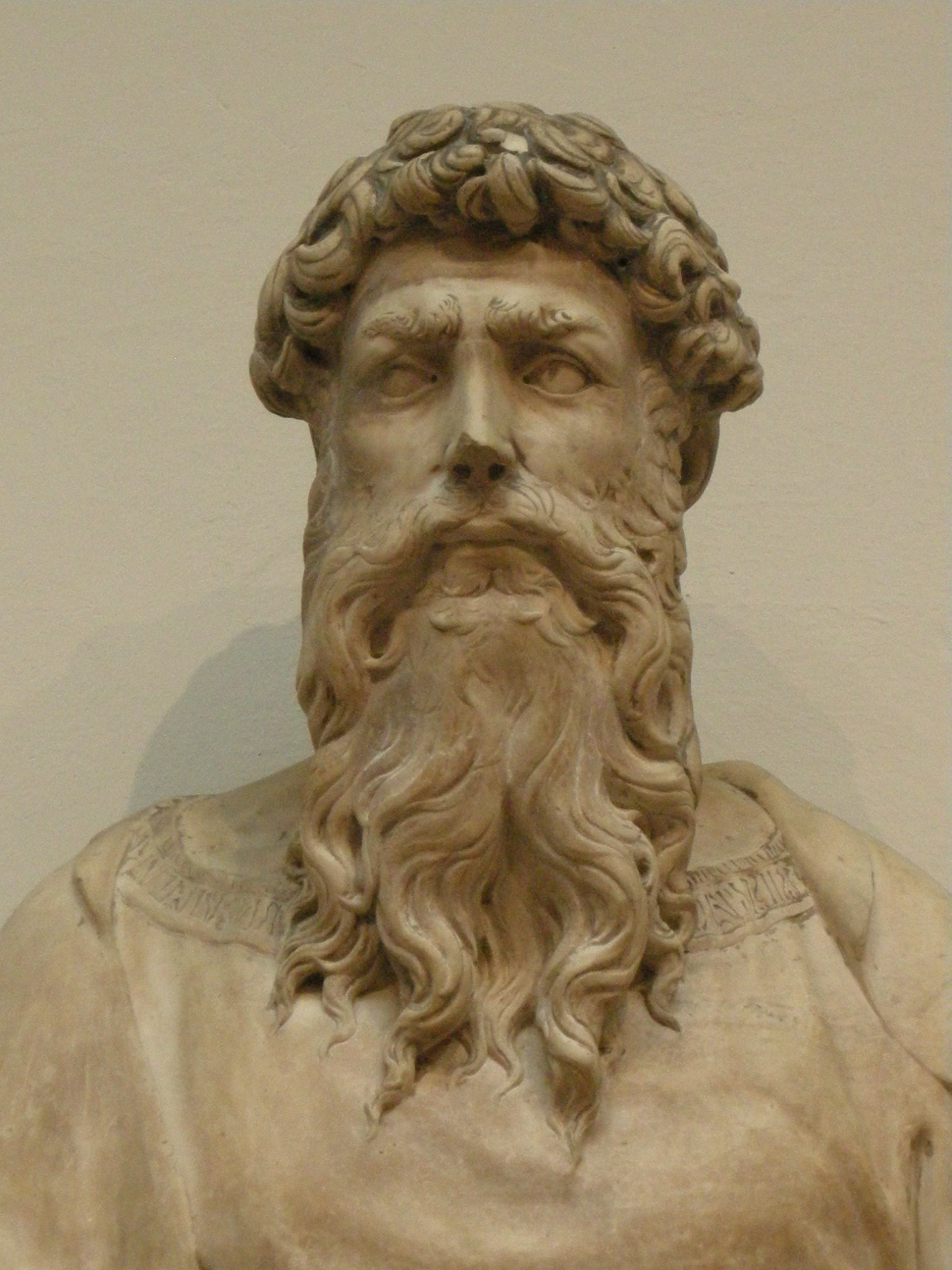
San Giovanni Evangelista

I primi lavori artistici di Donatello gravitano attorno ai due più grandi cantieri di decorazione scultorea nella Firenze dell'epoca: il Duomo, in particolare la facciata e la porta della Mandorla, e le nicchie di Orsanmichele.
La sua prima opera documentata è la coppia di Profeti pagati nel 1406 e nel 1408, che veniva generalmente identificata con due statue di medie dimensioni collocate sul registro superiore della porta della Mandorla e oggi nel Museo dell'Opera del Duomo. Queste due opere sono però molto diverse per stile e uno non sembra nemmeno un profeta ma è simile ad un angelo. Uno dei due viene oggi di solito attribuito a Nanni di Banco, con il quale Donatello poteva aver iniziato un sodalizio artistico, incaricandosi di riscuotere anche per il suo lavoro, cosa tutt'altro che insolita nelle botteghe artigiane dell'epoca.
Più sicura è l'attribuzione del David marmoreo nel Museo del Bargello, sempre per l'Opera del Duomo di Firenze, scolpita nel 1408-1409 per la tribuna del coro del Duomo, dal 1416 a Palazzo Vecchio. L'opera è a grandezza naturale e mostra una notevole capacità artistica, nonostante la postura di ispirazione ancora gotica e alcuni errori di proporzioni.
Tra il 1409 e il 1411 eseguì il San Giovanni Evangelista per una nicchia collocata a lato del portale centrale del Duomo, con altri tre evangelisti: il San Marco di Niccolò di Piero Lamberti, il San Luca di Nanni di Banco e il San Matteo di Bernardo Ciuffagni. Donatello, nel suo evangelista reagì al manierismo tardogotico, non solo riallacciandosi alla nobile compostezza della statuaria antica ma ricercando brani di autentica umanità e verità: il volto del santo con la fronte corrucciata (forse ripreso da una testa di Giove Capitolino) era però basato ancora sull'idealizzazione, le spalle e il busto erano semplificate geometricamente secondo una calotta semicircolare, nelle parti inferiore della figura la stilizzazione recedeva a vantaggio di una maggiore naturalezza: le mani erano realistiche e i panneggi che avvolgono le gambe esaltavano le membra, senza nasconderle; la statua con la sua carica di forza trattenuta costituì un importante modello per il Mosè di Michelangelo.

#### Il Crocifissocontadino
Molto controversa è la datazione del Crocifisso "contadino" di Santa Croce, al centro di un curioso aneddoto narrato dal Vasari ne “Le Vite”, che registrò una competizione artistica con Filippo Brunelleschi. Oggi viene generalmente collocato tra le opere giovanili, scolpito tra il 1406 e il 1408 dopo il viaggio a Roma del 1402-1404, per via della sua drammatica espressività. Altri lo collocano al 1412 o anche arrivano a negare la paternità al grande scultore, con argomenti però meno convincenti e in aperta opposizione alla testimonianza di Vasari oltre che ad alcuni elementi stilistici.
Brunelleschi rimproverò all'amico di aver messo in croce un "contadino", privo della solennità e della bellezza proporzionale che si confaceva a un soggetto sacro. Sfidato a fare di meglio Brunelleschi scolpì il Crocifisso di Santa Maria Novella, impostato secondo una studiata gravitas, alla vista del quale Donatello rimase così colpito da lasciar cadere le uova che stava trasportando in grembo.
Il confronto tra i due crocifissi è esemplare per dimostrare le differenze personali tra i due padri del Rinascimento fiorentino, che nonostante la comunanza di intenti avevano concezioni personali del fare artistico molto diverse, se non talvolta opposte. Il Cristo di Donatello è costruito sottolineando la sofferenza e la verità umana del soggetto, forse in accordo con le richieste dei committenti francescani. Il corpo sofferente è composto con un modellato energico e vibrante, che non fa concessione alla convenienza estetica: l'agonia è sottolineata dai lineamenti contratti, la bocca dischiusa, gli occhi semiaperti, la composizione sgraziata.

#### Orsanmichele

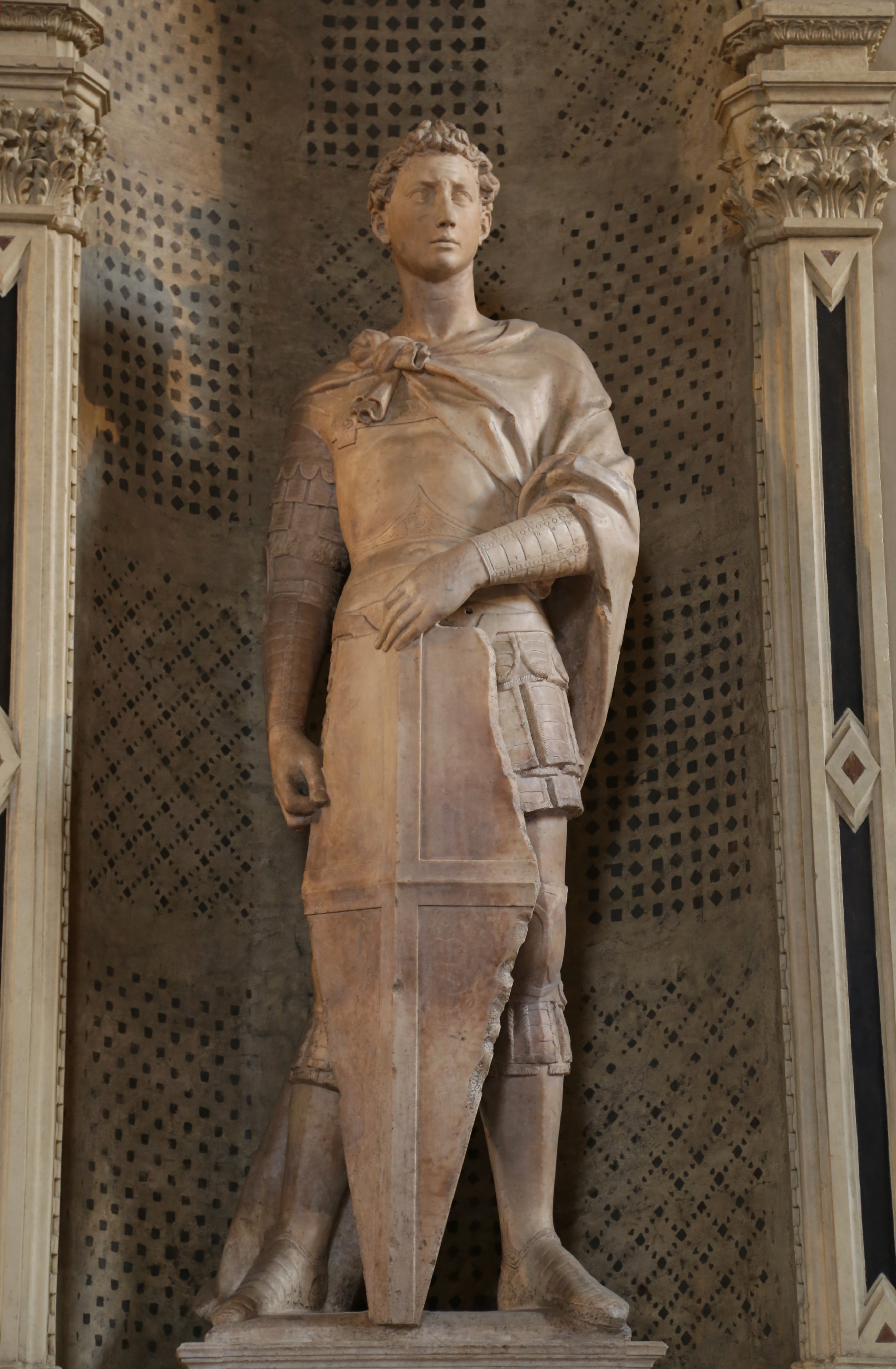
San Giorgio (1417 circa)

Dal 1411 lavorò alla decorazione delle nicchie della chiesa di Orsanmichele, realizzando sicuramente due statue, il San Marco (1411-1413) e il San Giorgio (1415-1417), per altrettante arti di Firenze che avevano ricevuto il compito di provvedere alla decorazione esterna con statue dei loro santi protettori. Vasari riferisce a Donatello anche il San Pietro, ma dissonanze stilistiche tendono oggi ad attribuire l'opera a Filippo Brunelleschi.
Il San Marco fu commissionato dall'Arte dei Linaioli e Rigattieri ed è considerata la prima scultura pienamente rinascimentale nel percorso dell'artista, anche se il restauro ha riscoperto delle dorature superficiali di gusto piuttosto gotico. Inequivocabile è la forza che pervade dallo sguardo e la verosimiglianza priva di rigidità, che divenne una delle caratteristiche più apprezzate dell'arte di Donatello.
Queste caratteristiche sono ancora più sviluppate nel San Giorgio, un primo capolavoro assoluto, dove alcuni piccoli accorgimenti (composizione delle gambe a compasso, fermezza del busto appoggiato allo scudo, scatto a sinistra della testa) trasmettono appieno un'idea di energia trattenuta, come se la figura potesse muoversi da un momento all'altro.
Nel rilievo alla base del tabernacolo, San Giorgio libera la principessa Donatello inserì il primo esempio conosciuto di stiacciato e la più antica rappresentazione di uno sfondo impostato secondo le regole della prospettiva centrale a punto unico di fuga, teorizzata nel 1416 circa da Brunelleschi. Ma se per Brunelleschi la prospettiva era semplicemente un modo di organizzare lo spazio attorno alle figure, per Donatello, che centra il punto di fuga sulla figura di San Giorgio, esso è un modo per evidenziare il centro dell'azione, come se fossero le figure stesse a generare lo spazio.
Un'altra statua per Orsanmichele, non più in loco dal 1459, è il San Ludovico di Tolosa (1423-1425) in bronzo dorato, oggi al Museo dell'Opera di Santa Croce. Era destinata al tabernacolo della Parte Guelfa, poi ceduto al Tribunale della Mercanzia che vi collocò l'Incredulità di San Tommaso di Verrocchio, ma la nicchia di ordine corinzio è quella originaria di Donatello e aiuti, tra i quali probabilmente Michelozzo. L'opera, non particolarmente amata da una parte della critica a partire da Vasari, è importante per il recupero della tecnica della fusione a cera persa, che venne usata qui per la prima volta da Donatello in un'opera di grandi dimensioni, sebbene prudentemente creò più pezzi separati e poi assemblati. Col tempo l'uso di questa tecnica per Donatello divenne sempre crescente, arrivando a essere quasi esclusiva negli anni della maturità.

#### Cinque statue per il campanile

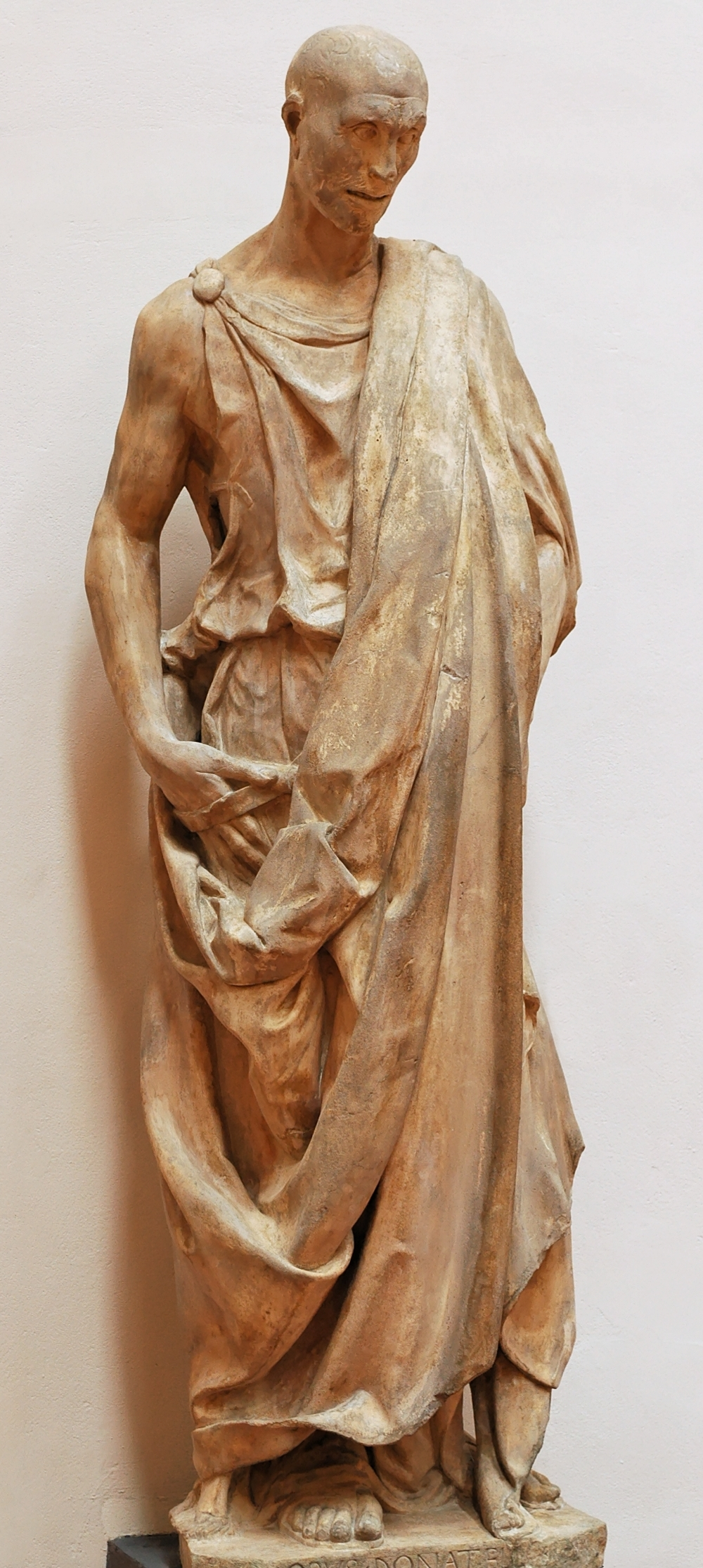
Lo Zuccone

Dal 1415, subito dopo la fine del San Marco per Orsanmichele Donatello venne assoldato di nuovo dall'Opera del Duomo, per partecipare alla decorazione scultorea del Campanile di Giotto, che all'epoca era arrivata alle nicchie del terzo livello. Il lati ovest e sud erano già stati terminati da Andrea Pisano e i suoi collaboratori nel secolo precedente, per cui ci si dedicò al lato est, quello verso le absidi.
Nel 1408 Nanni di Bartolo, collaboratore di Donatello, aveva già scolpito un Profeta barbuto (oggi non più identificabile) per cui la statua successiva fu affidata a Donatello ed era il Profeta imberbe (1416-1418), seguito dal Profeta pensieroso e dal Sacrificio di Isacco (1421). Queste opere dimostrano come Donatello fosse propenso a sottolineare un forte realismo e una profonda intensità espressiva nelle sue sculture, oltre che la sua padronanza delle tecniche ottiche per far risaltare dal basso le statue che si trovavano a una notevole altezza. Il meglio riuscito del gruppo è il Sacrificio di Isacco, dove le due figure, strettamente unite, sono composte secondo un vibrante dinamismo dato dalla torsione dei loro corpi, che sottolineano anche il momento esatto in cui Abramo riceve l'intimazione dell'angelo divino a fermarsi, come sembra indicare il suo sguardo rivolto verso l'alto.
La decorazione del lato nord, il peggiore poiché difficilmente visibile in quanto a ridosso della parete della cattedrale, prese il via un po' più tardi, dal 1420 fino al 1435. Per questo lato Donatello, ormai nel pieno delle sue capacità artistiche, scolpì due capolavori come lo Zuccone (il profeta Abacuc, dal 1423) e il Geremia (dal 1427). In queste statue Donatello profuse una straordinaria penetrazione psicologica, sia nei volti estremamente espressivi, sia nell'atteggiamento del corpo, sottolineato da un panneggio profondo e maestoso per il primo, mosso e vibrante per il secondo, che evidenzia i loro tormenti interiori.
A lavori ultimati gli Operai del Duomo furono così soddisfatti delle opere che le collocarono nel lato ovest, il più importante poiché parallelo alla facciata, spostando quelle più antiche di Andrea Pisano e bottega.

#### Il Marzocco
Il Marzocco di piazza della Signoria risale al 1418-1420. Anche nella figura dell'animale araldico fiorentino Donatello, che qui sperimentò la scultura della pietra serena, seppe infondere una grande maestosità tramite gli effetti chiaroscurali nel volto contratto e tramite il gesto, pacato e solenne, di poggiare la zampa sullo scudo.

#### Siena

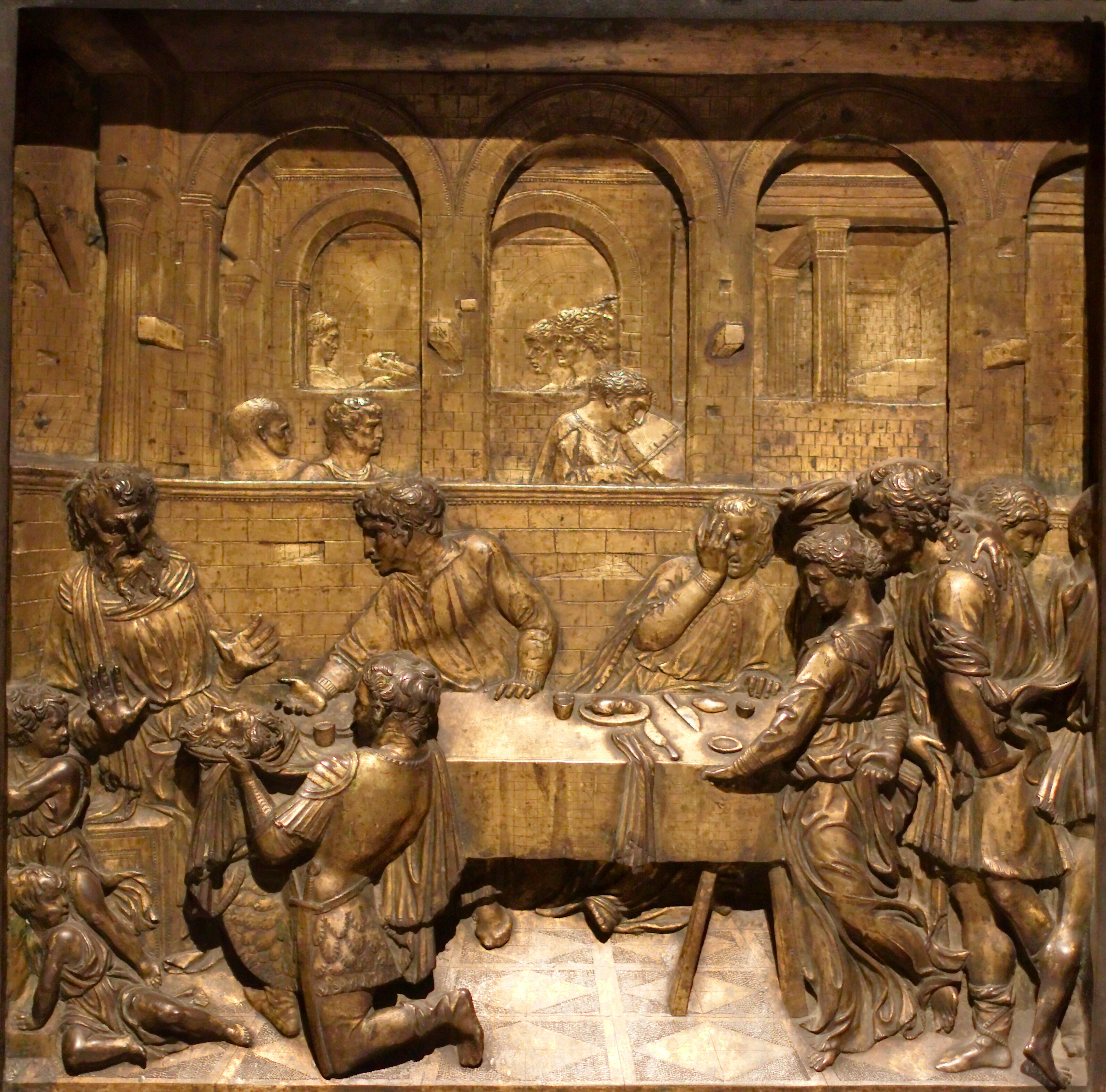
Banchetto di Erode

Nel 1423, mentre stava lavorando ai Profeti per il campanile, Donatello ricevette una prima, importante commissione fuori Firenze, venendo chiamato a partecipare alla decorazione del fonte battesimale nel battistero di Siena, accanto ad altri sei artisti, tra i quali Lorenzo Ghiberti e Jacopo della Quercia.
Per questa commissione fornì, entro il 1427, il pannello bronzeo del Banchetto di Erode, che piacque particolarmente ai committenti, i quali gli affidarono subito il compito di realizzare anche le due statuette a tutto tondo della Fede e della Speranza (1427-1429).
Verso il 1426 Donatello fuse la lastra tombale di Giovanni Pecci per il Duomo di Siena, in bronzo.

#### Reliquiario di San Rossore
Tornato a Firenze, nel 1424-1427 creò il Reliquiario di San Rossore, un'opera in bronzo dorato che rivoluzionò la tradizione medievale dei reliquiari, creando un vero e proprio ritratto "alla romana", con tratti decisi e individuali e con una minuziosa lavorazione, ben visibile nella cura dei dettagli come la capigliatura, la barba, le trame delle stoffe e dell'armatura da soldato.

### Il sodalizio con Michelozzo (1425-1438 circa)
Nel 1425 prese avvio il sodalizio di bottega tra Donatello e Michelozzo, che durò per quasi tutti gli anni Trenta, con una serie di importanti opere realizzate in cooperazione. Michelozzo era di circa dieci anni più giovane di Donatello ed era un buon scultore e architetto, mentre Donatello era già un indiscusso maestro di scultura. Inoltre Michelozzo aveva un carattere meno burrascoso del collega, per questo si dedicava di solito alla risoluzione delle faccende quotidiane legate ad aspetti sociali. Nel catasto del 1427 Michelozzo fece la denuncia dei redditi per sé e per Donatello: nel documento sono rivelati l'età dello scultore (41 anni) e fatti della sua vita privata come l'informazione che vivesse con la madre, la sorella e il figlio di essa e che fosse in ritardo di due anni per il pagamento dell'affitto.

#### Monumenti funebri

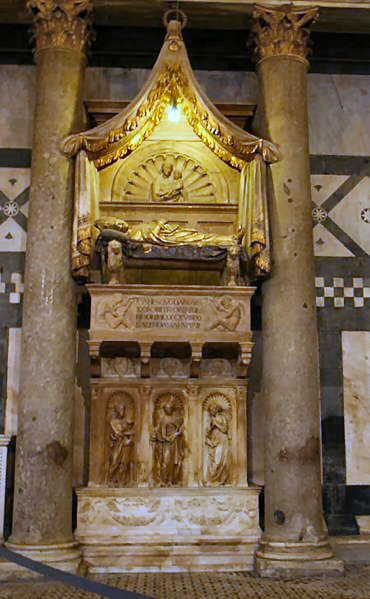
Monumento funebre dell'antipapa Giovanni XXIII (1425-1427)

Dal 1425 al 1427 Donatello collaborò con Michelozzo al monumento funebre dell'antipapa Giovanni XXIII, al secolo Baldassarre Cossa, nel battistero (1425-1427); sicuramente di Donatello è la figura bronzea del defunto disteso, sotto una conchiglia che racchiude una Madonna con il Bambino, la parte superiore è inquadrata da un baldacchino aperto, mentre sotto è una lastra con rilievi di geni alati e il nome e le cariche del defunto, ancora più sotto tre rilievi raffiguranti le Virtù. Allo stesso periodo risalgono anche i monumenti per il cardinale Rainaldo Brancaccio (spedito via mare alla chiesa di Sant'Angelo a Nilo a Napoli) e quello per Bartolomeo Aragazzi, nel Duomo di Montepulciano (conservato solo in frammenti).

#### Rilievi in stiacciato
Il rilievo dell'Assunzione della Vergine nel sepolcro Brancaccio è un perfetto esempio di stiacciato, ricco di espressività e vibrante energia. Alla fine degli anni venti e la metà dei trenta sono attribuiti loro vari rilievi simili nella tecnica e nella resa stilistica, anche se in alcuni casi l'attribuzione è incerta.
Tra questi figurano il Battesimo di Cristo per il fonte battesimale del Duomo di Arezzo (post 1425), la Consegna delle chiavi, forse nella Cappella Brancacci di Firenze (1430 circa), la Madonna Pazzi di Berlino (1425-1430) e la Madonna delle Nuvole di Boston (1430 circa).

#### Il pulpito di Prato e il viaggio a Roma

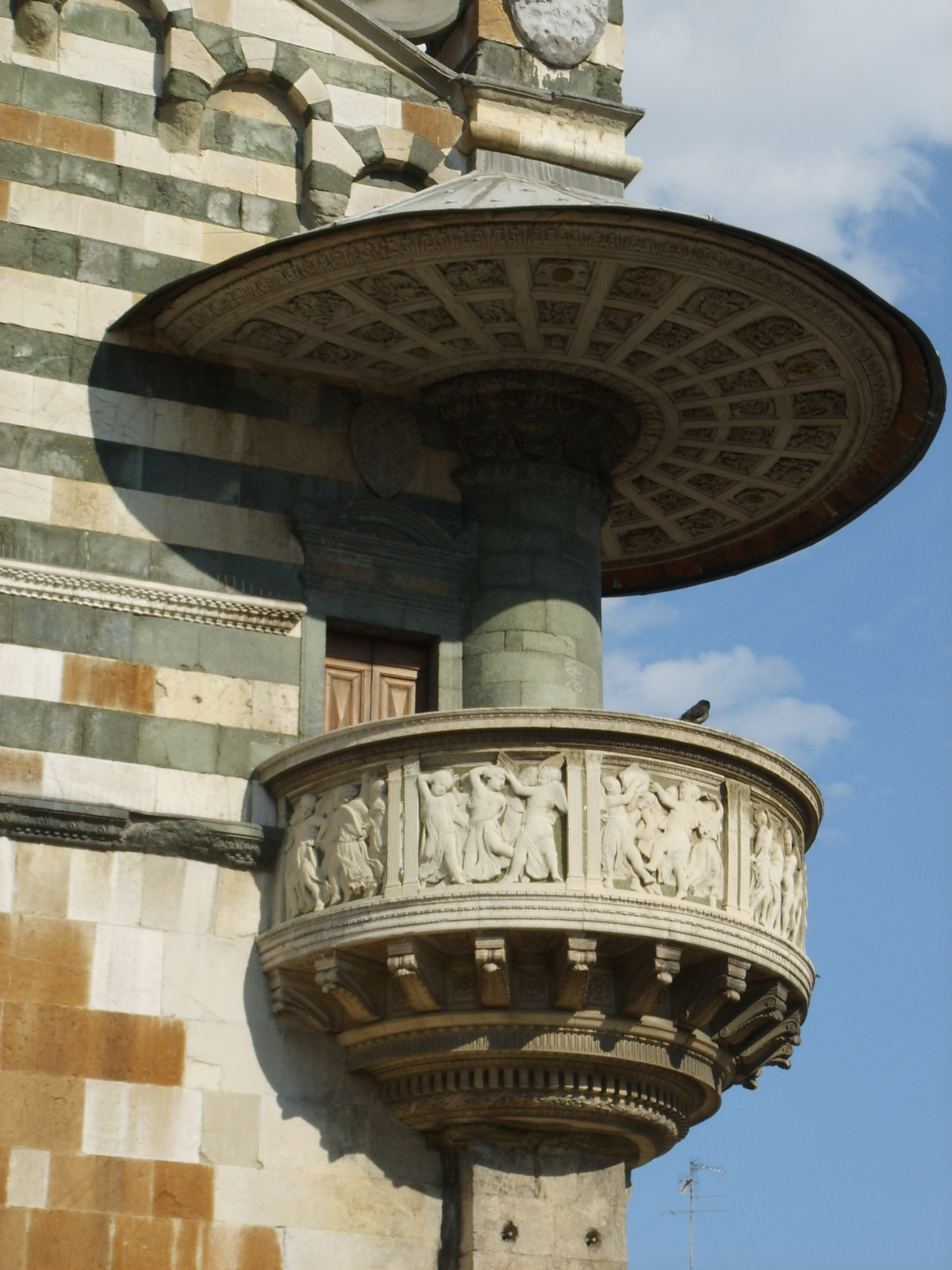
Pulpito del Duomo di Prato (1428-1438)

Nel luglio del 1428 Donatello e Michelozzo ottennero un altro incarico di grande importanza per la creazione del pulpito esterno per il Duomo di Prato, da usare per le pubbliche ostensioni della reliquia del Sacro Cingolo. Un primo contratto venne firmato da Michelozzo a nome di entrambi e vi si prevedeva un termine dei lavori entro quindici mesi, clausola che venne ampiamente sforata, poiché essi si protrassero, nonostante le ripetute proteste dei committenti, fino a gran parte degli anni Trenta. Ormai si tende quasi unanimemente ad attribuire a Michelozzo l'intera parte architettonica ed a Donatello il rilievo dei putti danzanti, almeno nel disegno, poiché la scultura non è sempre all'altezza della mano del maestro e venne probabilmente realizzata con la collaborazione di vari aiuti.
In questo lungo periodo, i due artisti furono occupati anche da numerosi altri incarichi e trovarono anche il tempo per effettuare un lungo viaggio a Roma. Nell'autunno 1432 Donatello fu sicuramente nella città papale, quando gli venne inviata una lettera per convincerlo a tornare dai committenti pratesi. A Roma Donatello e Michelozzo lavorarono sicuramente ad almeno due opere: la lastra tombale di Giovanni Crivelli in Santa Maria in Aracoeli (1432) e il Tabernacolo del Sacramento (1432-1433) oggi nella sagrestia dei Beneficiati in San Pietro in Vaticano. Recentissima (2005) è la scoperta e presentazione di un'altra opera del periodo romano, la Madonna con due corone e cherubini, che sarebbe il frammento di una lunetta dalla tomba di santa Caterina da Siena nella basilica di Santa Maria sopra Minerva, dove lavorarono più artisti.
Minacciato di essere sanzionato con una multa, Donatello fece ritorno a Firenze nel maggio 1433, dedicandosi a numerosi lavori lasciati incompleti, tra cui i Profeti del Campanile.
I rilievi del pulpito risalgono a dopo il viaggio (un nuovo contratto venne siglato appositamente nel 1434) e presentano elementi della tradizione paleocristiana e romanica, come lo sfondo mosaicato. Le frenetiche scene di putti danzanti si ispirarono probabilmente ad antichi sarcofagi con scene dionisiache (due frammenti forse studiati da Donatello sono oggi agli Uffizi), ma essi avevano anche una valenza biblica illustrando i salmi 148-150 dove si invita a lodare Dio per mezzo di cori e danze di bambini. I rilievi furono montati nell'estate del 1438 e nel settembre venne saldato il pagamento a Donatello.
Dopo il completamento del pulpito le tracce della collaborazione tra i due artisti si perdono: Michelozzo iniziò a dedicarsi in misura sempre crescente all'architettura, diventando nel corso degli anni Quaranta l'architetto di Cosimo il Vecchio; per Donatello si apriva invece, senza interruzioni, il lungo periodo dell'apoteosi della sua carriera artistica.

### Grandi commissioni nella Firenze medicea (1428-1443)

#### La Cantoria

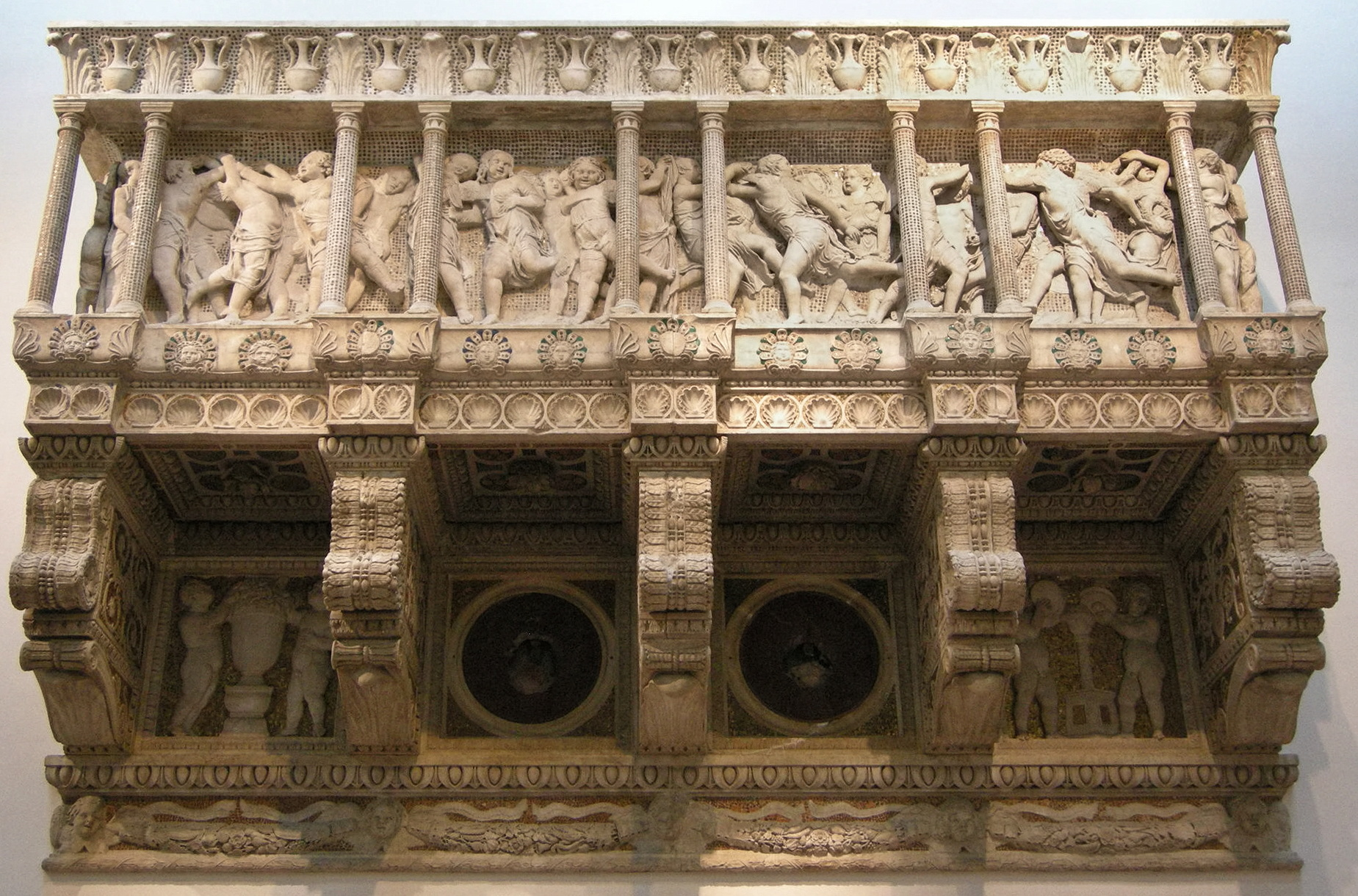
Cantoria di Donatello

Appena tornato da Roma, Donatello siglò anche un nuovo contratto (datato 10 luglio 1433) con l'Opera del Duomo, per progettare una delle due cantorie (la prima era stata allogata nel 1431 a Luca della Robbia). Questa balconata per organo, che si trovava sopra la porta della Sagrestia dei Canonici nell'angolo sud-est della crociera, venne completata solo nel 1438 e rappresenta un nuovo capolavoro.
La vasca è sorretta da cinque mensole a cui corrisponde nella vasca una coppia di colonnine che sorreggono un architrave; quest'intelaiatura architettonica è staccata dal fondo, dove si trova un fregio continuo con putti freneticamente intenti alla danza sullo sfondo mosaicato (una citazione della facciata di Arnolfo di Cambio del Duomo stesso). La composizione del fregio è costruita su linee diagonali, in contrasto con le linee verticali della struttura, dando al complesso un forte senso di movimento. Le figure dei putti sono raffigurate nelle posizioni più varie, in accordo con la teoria della varietas di Leon Battista Alberti. Il risultato è quello di uno straordinario dinamismo scaturito da questi contrasti, che esalta il movimento come un liberarsi gioioso delle energie fisiche. I putti sembrano lanciati in una corsa che nemmeno la partitura architettonica frena (come nel pulpito di Prato), ma anzi esalta. Inoltre lo sfavillante balenio delle paste vitree dello sfondo, più ricche e colorate di quelle dell'opera pratese, accentua il senso di movimento e la varietà fantasiosa degli elementi decorativi, anche sul parapetto, sulla base e sulle mensole. Niente di più diverso dalla serena e pacata compostezza classica dell'opera gemella di Luca della Robbia.
Nel complesso l'opera si ispirava sia a sarcofagi antichi che a cofani eburnei bizantini, in particolare la disposizione delle colonne ricorda i sarcofagi paleocristiani, mentre la loro decorazione e quella del fondale ricordano opere toscane del Duecento. Andarono invece a coronare la cantoria di Luca della Robbia i due Putti reggicandela del Museo Jacquemart-André, in bronzo, che servivano da reggicandela per l'organista di quel pergamo, per lungo tempo l'unico dei due ad avere lo strumento.

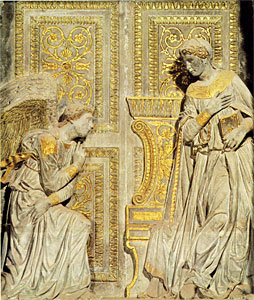
L'Annunciazione Cavalcanti

Nel 1434 vince anche un concorso per il disegno di una vetrata del tamburo della cupola di Santa Maria del Fiore, che presentava l'Incoronazione della Vergine.

#### Annunciazione Cavalcanti
Nel 1435 circa eseguì l'Annunciazione per l'altare Cavalcanti di Santa Croce. L'opera segna una deviazione dal solenne e dinamico stile usuale di Donatello, che qui creò una scena di grande dolcezza e misurata bellezza.
La ricca ornamentazione dorata dell'edicola non influisce in alcun modo sulla calma concentrazione dell'incontro sacro. I due protagonisti, l'Angelo e la Vergine, sono ad altorilievo e sono rappresentati nel momento immediatamente successivo all'apparizione angelica. La Vergine è colta moderatamente di sorpresa e ha una reazione controllata. La sua figura è modellata secondo gli ideali anatomici degli antichi, ma supera l'arte antica per espressività delle emozioni più profonde: Wirtz parla di "interiorità animata e spiritualità astratta", che gli antichi non conoscevano. L'Angelo, inginocchiato al suo cospetto, la guarda timidamente e con dolcezza, stabilendo un serrato dialogo visivo che rende la scena straordinariamente leggera e viva.

#### La Sagrestia Vecchia

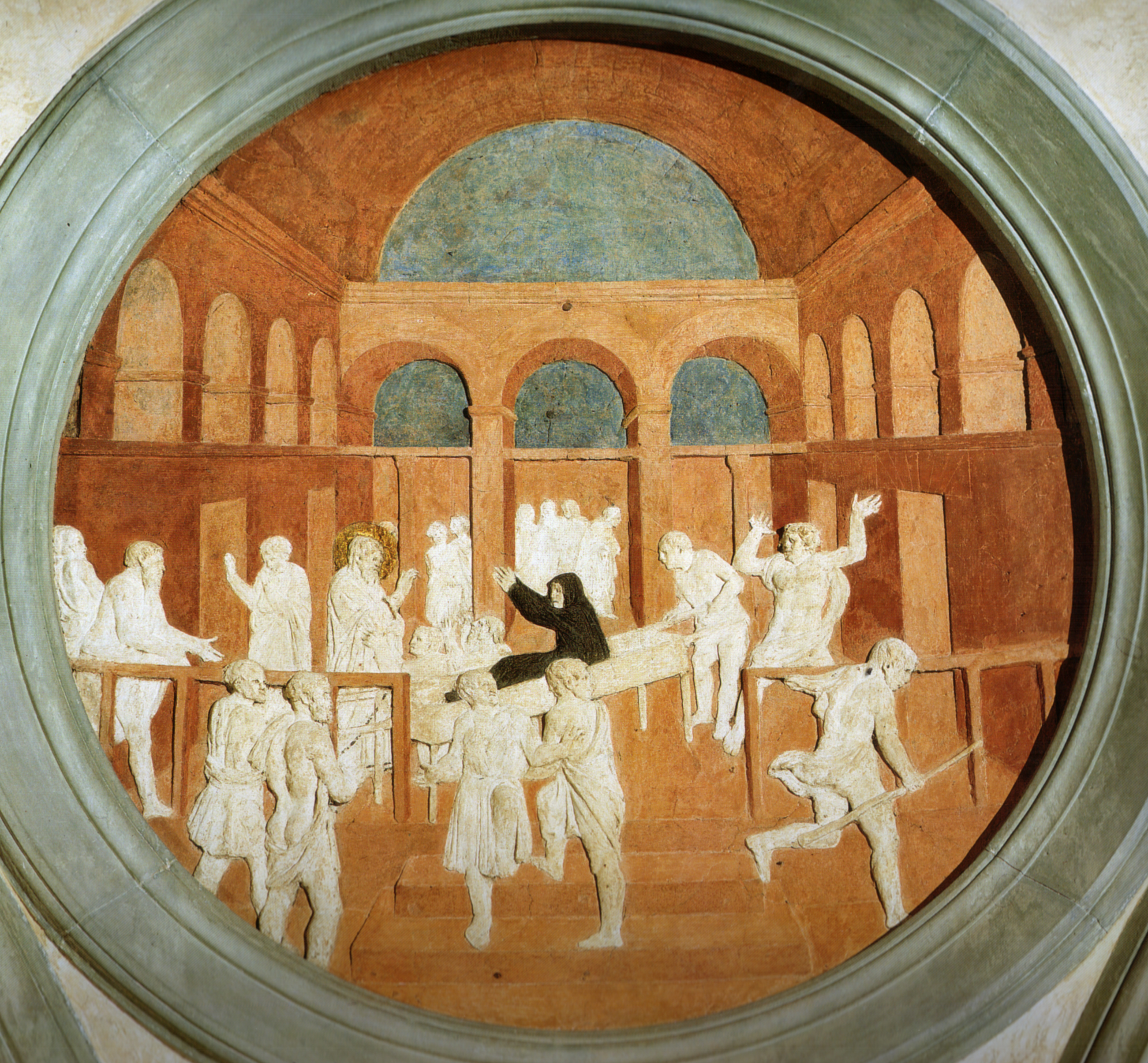
Resurrezione di Drusiana

La Sagrestia Vecchia era la cappella funebre privata della famiglia Medici nel XV secolo, costruita da Filippo Brunelleschi tra il 1421 e il 1428 e decorata da Donatello a partire dal 1428-1429|29. Per primi Donatello scolpì forse i tondi delle Storie di san Giovanni evangelista. Solo nel 1434, dopo la morte di Giovanni di Bicci e il ritorno di Donatello da Roma e di Cosimo de' Medici dall'esilio di Padova, lo scultore riprese l'opera, che doveva essere conclusa nel 1439, quando la cappella fu sede di importanti cerimonie religiose, e in ogni caso erano tutti completi nel 1443, anno della partenza di Donatello per Padova.
Le opere certamente di Donatello, nella Sagrestia, erano otto medaglioni monumentali in stucco policromo (diametro di 215 cm, all'epoca paragonabili solo alle grandi vetrate delle basiliche), con le Storie di san Giovanni evangelista, patrono della cappella (Resurrezione di Drusiana, Martirio, Visione a Patmos e Ascensione) e quattro tondi con Evangelisti (Giovanni, Marco, Matteo e Luca), due soprapporte sempre in stucco (Santi Stefano e Lorenzo, Santi Cosma e Damiano) e due porte bronzee a formelle (Porta dei Martiri e Porta degli Apostoli).
Brunelleschi non fu contento dei lavori di Donatello alla sua Sagrestia: essi andavano a intaccare quell'essenzialità decorativa di cui si faceva promotore, inoltre non aveva gradito il non essere stato interpellato nemmeno per un parere: fu la fine dell'amicizia e della collaborazione tra i due geni del primo Rinascimento. L'opera di Donatello venne criticata per l'"eccessiva" espressività anche da Filarete, che in un passo del Trattato di Architettura (1461-1464) sconsiglia di fare figure di apostoli come quelle di Donatello nella porta della sagrestia di San Lorenzo, "che paiono schermidori".

#### Capolavori in bronzo

Donatello, David,1440 circa. Bronzo, cm 158 x 51 (diametro base), Firenze, Museo Nazionale del Bargello.

Del 1440 circa è il David bronzeo del Bargello. Quest'opera fu forse realizzata per il cortile di palazzo Medici su commissione di Cosimo de' Medici (tornato a Firenze nel 1434), e intendeva rappresentare sia l'eroe biblico simbolo delle virtù civiche, sia il dio Mercurio che contempla la testa recisa di Argo. Donatello qui diede un'interpretazione intellettualistica e raffinata della figura umana, il fregio con putti dell'elmo di Golia deriva forse da un cammeo delle raccolte medicee. La statua del David fu progettata per poter essere vista da più punti ed è stato il primo corpo nudo raffigurato a tutto tondo e senza essere subordinato a un elemento architettonico dopo l'età classica.
Sempre di quegli stessi anni e dello stesso clima culturale è la statuetta con l'Amore-Attys, ora conservata al Bargello, dove sono fusi numerosi attributi non ancora del tutto chiarificati. L'opera, nata probabilmente per un mecenate privato colto e raffinato, ha un carattere vitale e sfrenatamente gioioso, intriso di cultura pagana.
Forse risale a questo periodo anche il Busto di giovane con cammeo ora al Bargello.
In questo periodo Donatello manifestò una preferenza verso il bronzo che divenne sempre più spiccata in seguito, soprattutto nel periodo padovano. Fu anzi forse proprio l'allettante possibilità di lavorare con questo materiale stimolante e costoso che spinse lo scultore a lasciare Firenze.

#### Altre opere
Varie opere sono collocate nel periodo immediatamente anteriore alla partenza per Padova. Tra queste il San Giovanni Battista per la chiesa di Santa Maria Gloriosa dei Frari a Venezia è l'unica datata con relativa certezza per il rinvenimento della data del 1438 durante il restauro, ma il suo stile è molto inconsueto per questo periodo, con una fortissima espressività che era stata collegata alle opere della vecchiaia come la Maddalena penitente.
A questo periodo vengono riferiti il busto-ritratto di Niccolò da Uzzano in terracotta (Bargello) e la Madonna col Bambino e la Madonna Piot, due opere in terracotta al Louvre.

### Un decennio a Padova (1443-1453)

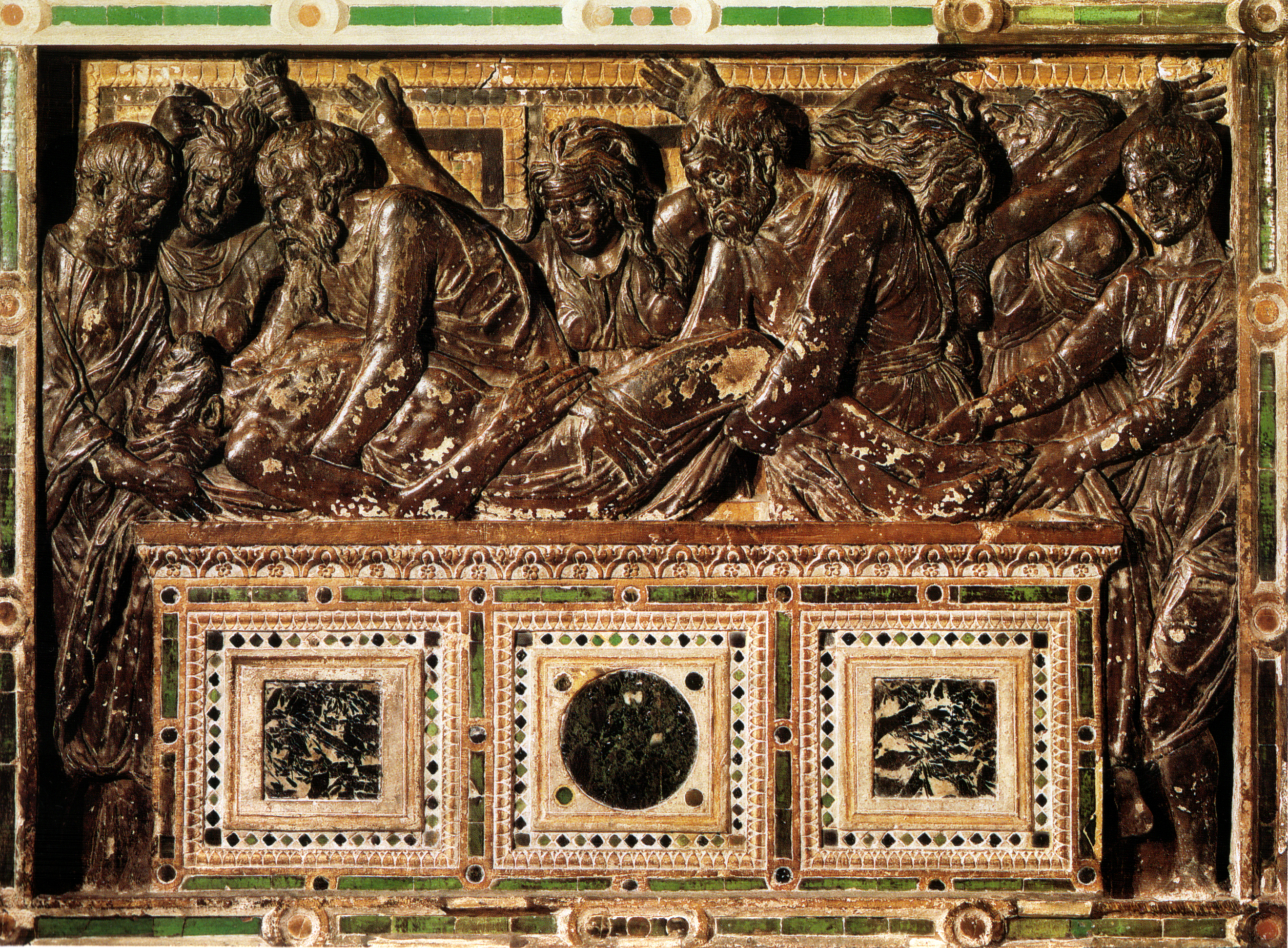
Deposizione di Cristo, 1446-1448. Pietra di Nanto e pietre dure, 138x188 cm. Padova, Basilica di Sant'Antonio, Altare del Santo.

Nel 1443 Donatello partì per Padova, dove sarebbe rimasto un intero decennio, creando alcuni dei suoi capolavori assoluti. Vasari riporta come lo scultore partisse su invito per creare una statua del condottiero Gattamelata morto quell'anno, anche se la critica moderna tende a collocare la commissione della celebre statua equestre a un periodo leggermente successivo, verso il 1446.
I motivi per cui Donatello partì non sono chiari, ma nel 1443 egli era comunque costretto a lasciare la sua bottega fiorentina, poiché situata nel quartiere mediceo, dove stava per sorgere il palazzo Medici, che ne richiese la demolizione. Qui lo scultore pagava un affitto praticamente simbolico e la possibilità di uno sfratto imminente lo avrebbe incoraggiato a lasciare la città. L'ipotesi che Donatello si fosse trasferito su invito del ricco banchiere fiorentino in esilio Palla Strozzi non è suffragata da alcun riscontro.
Padova, dal punto di vista artistico, era all'epoca sicuramente più provinciale di Firenze, ma era sede di una grande università, che già dalla fine del XIV secolo aveva sviluppato una sorprendente modernità, che accolse subito le istanze dell'umanesimo fiorentino. Già un secolo prima Giotto, un altro fiorentino, aveva lasciato in città il suo capolavoro, la Cappella degli Scrovegni e, guardando all'epoca più vicina a Donatello, numerosi erano stati gli artisti toscani attivi nella città veneta tra gli anni trenta e quaranta del Quattrocento: Filippo Lippi (1434-1437), Paolo Uccello (1445) e lo scultore Niccolò Baroncelli (1434-1443).

#### Il Crocifisso bronzeo
La prima opera sicuramente documentata di Donatello a Padova è il Crocifisso della basilica del Santo, una monumentale opera bronzea che oggi fa parte dell'altare del Santo nella basilica di Sant'Antonio da Padova, ma che all'epoca doveva essere nata come opera indipendente. Nel 1444 fu acquistata la cera per il modello e nel 1449 venne saldato l'ultimo pagamento relativo all'opera. La figura del Cristo è modellata con grande precisione nella resa anatomica, nelle proporzioni e nell'intensità espressiva, acutizzata da un taglio secco e asciutto della muscolatura dell'addome. La testa è un capolavoro per la resa nei minimi dettagli, con i peli della barba e i capelli minuziosamente modellati e per la straziante ma composta emotività della sofferenza nel momento vicino alla dipartita terrena.
Nel frattempo Donatello lavorò anche alla recinzione del coro.

#### L'altare del Santo

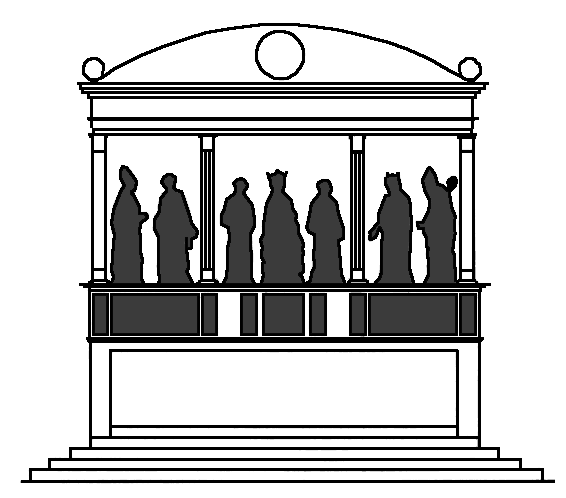
Possibile ricostruzione dell'altare di Sant'Antonio da Padova

Forse grazie al riscontro positivo del Crocifisso, verso il 1446 ricevette una commissione ancora più imponente e prestigiosa, la costruzione dell'intero altare della basilica del Santo, opera composta da quasi venti rilievi e sette statue bronzee a tutto tondo, al quale lavorò fino alla partenza dalla città. Dell'importantissimo complesso è andata persa la struttura architettonica originaria, smantellata nel 1579, e conoscendo l'estrema attenzione con cui Donatello definiva i rapporti tra le figure, lo spazio e il punto di vista dell'osservatore, è chiaro che si tratta di una perdita notevole.
Le statue a tutto tondo sono la Madonna col Bambino, i santi Francesco, Antonio, Giustina, Daniele, Ludovico e Prosdocimo. A queste si aggiungono i quattro rilievi con Episodi della vita di sant'Antonio (aiuti Bartolomeo Bellano e il Riccio) e alcuni rilievi minori, quali le formelle dei quattro simboli degli Evangelisti e i dodici putti.
L'altare, scompaginato nel 1591 per la risistemazione del presbiterio, è stato arbitrariamente ricomposto da Camillo Boito nel 1895; l'assetto originario doveva apparire come una Sacra Conversazione in cui la Vergine col Bambino e i sei santi erano collocati su un baldacchino poco profondo, posto a sua volta su un basamento ornato sulla fronte e sul retro con rilevi fra cui i quattro con le scene della vita di sant'Antonio. La Madonna col Bambino, fulcro della scena, è colta nel momento in cui sta per alzarsi e mostrare il Bambino ai fedeli. Le altre statue a tutto tondo sono improntate a una statica solennità, con un'economia di gesti ed espressioni che evita tensioni espressive troppo forti.

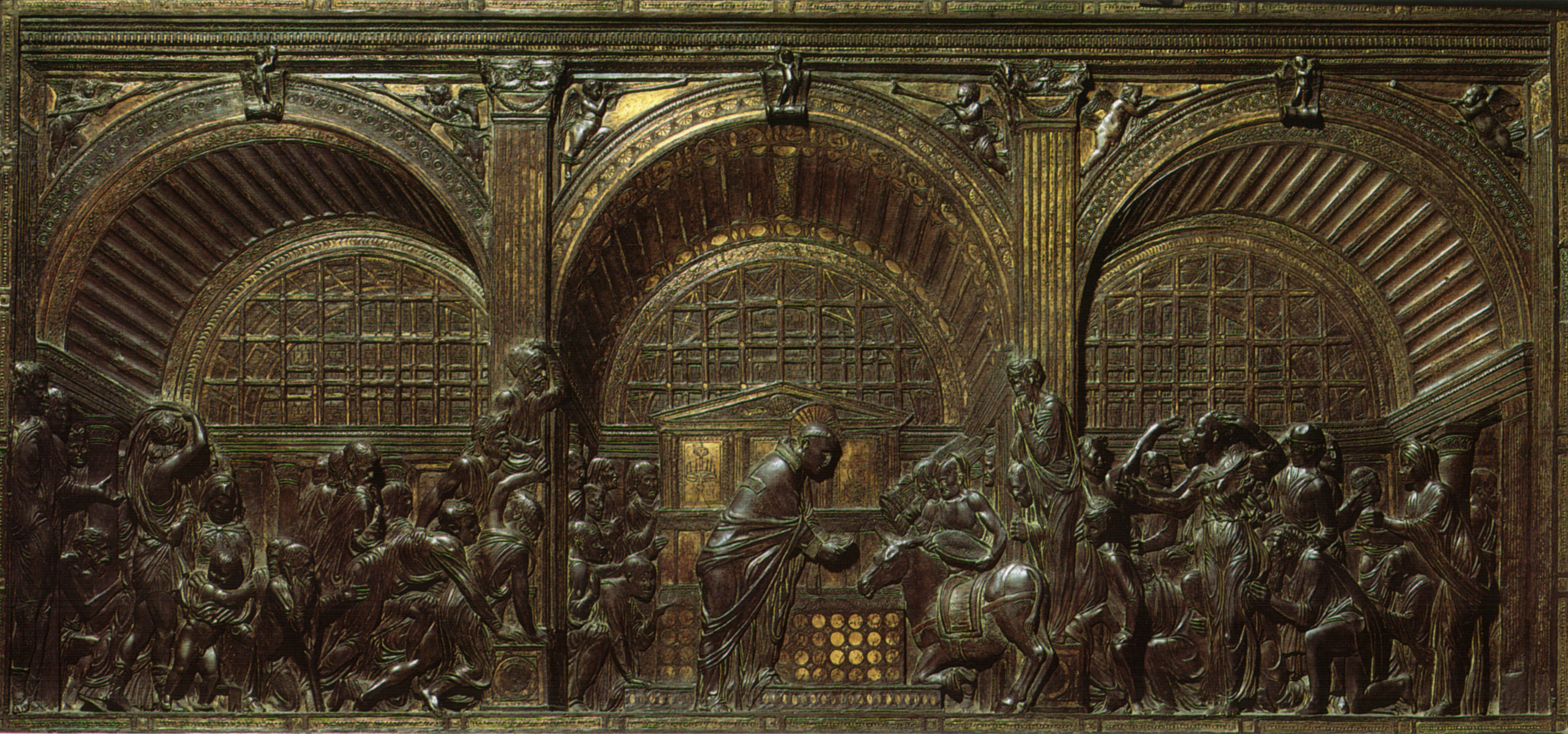
Miracolo dell'asina

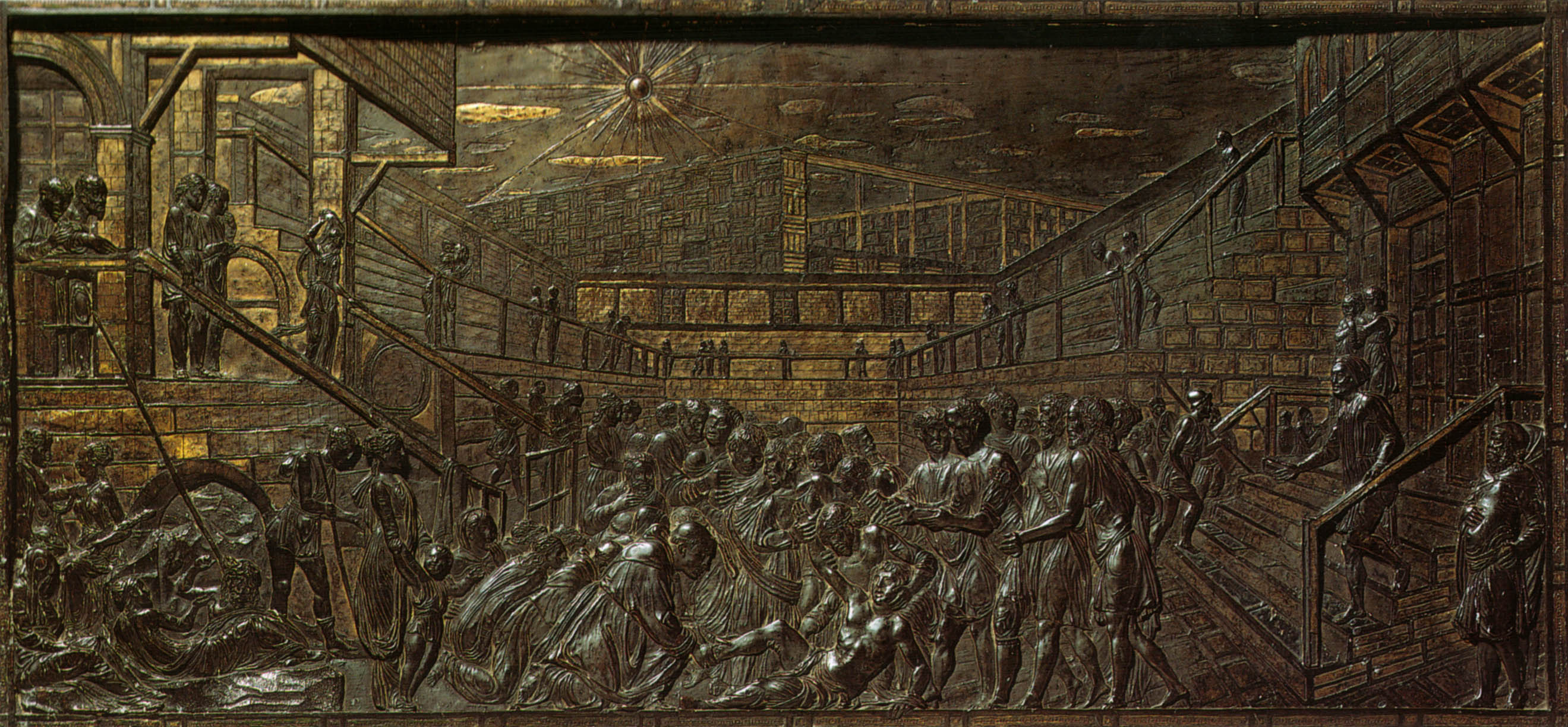
Miracolo del figlio pentito

I rilievi invece sono più articolati e si va dalla serena postura dei Putti, ai gesti moderati del Cristo morto, fino alla disperata reazione delle donne nella Deposizione di Cristo. Quattro grandi pannelli illustrano i Miracoli di Sant'Antonio e sono composti in scene affollate, dove l'evento miracoloso è mescolato alla vita quotidiana. Al centro, di solito, è collocato l'episodio miracoloso, mentre sullo sfondo si aprono maestosi fondali di architetture straordinariamente profonde, nonostante il bassissimo rilievo stiacciato. Numerosi temi sono desunti da monumenti antichi, ma quello che più colpisce è la folla, che per la prima volta diventa parte integrante della rappresentazione. Il Miracolo dell'asina è tripartito da archi in scorcio, non proporzionati con le dimensioni dei gruppi delle figure, che amplificano la solennità del momento. Il Miracolo del figlio pentito è ambientato in una sorta di circo, con le linee oblique delle scalinate che direzionano lo sguardo dello spettatore verso il centro. Il Miracolo del cuore dell'avaro vanta una serrata narrazione che mostra in contemporanea gli eventi chiave della storia facendo compiere all'occhio dell'osservatore un moto circolare guidato dalle braccia delle figure. Nel Miracolo del neonato che scagiona la madre, infine, alcune figure in primissimo piano, poste davanti ai pilastri, sono di dimensioni maggiori poiché proiettate illusionisticamente verso lo spettatore.
Nella Deposizione in pietra, forse per il lato posteriore dell'altare, Donatello rielaborò il modello antico della morte di Meleagro; lo spazio viene annullato e della composizione rimangono solo il sarcofago e uno schermo unitario di figure dolenti, sconvolte nei lineamenti grazie alla mimica facciale e alla gestualità esasperate, con un dinamismo accentuato dai contrasti delle linee che generano soprattutto angoli acuti.

#### Il monumento equestre al Gattamelata

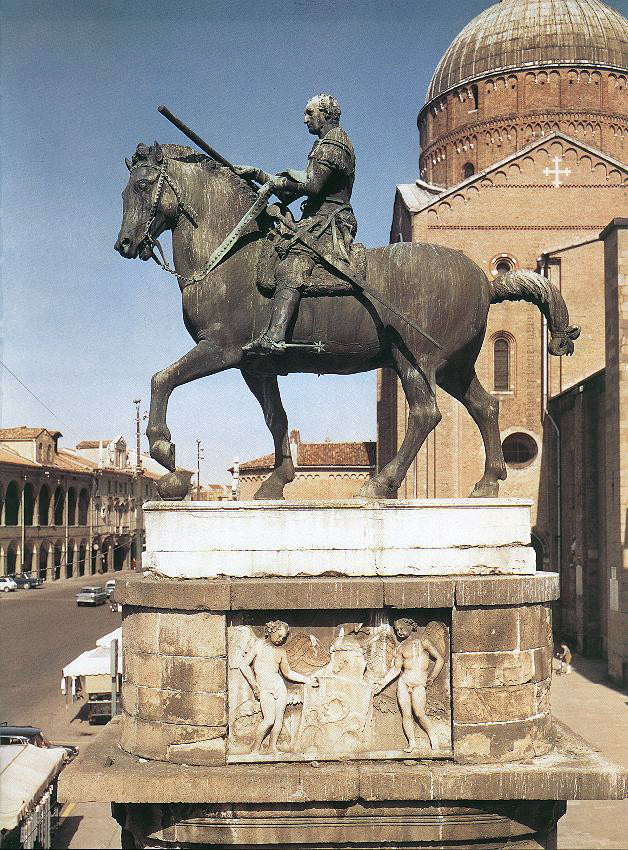
Monumento equestre al Gattamelata

Risale probabilmente al 1445 la commissione da parte degli eredi del capitano di ventura Erasmo da Narni, detto il Gattamelata (morto nel 1443), per realizzare il monumento equestre del condottiero nella piazza antistante la basilica del Santo. L'opera in bronzo venne completata nel 1453. Prima di essere iniziata necessitò di un beneplacito concesso dal Senato veneto, poiché venne concepita come un cenotafio, cioè un monumento funebre, non contenente le spoglie del condottiero, volto a celebrare la fama del morto. Non si hanno precedenti per questi tipi di monumenti: le statue equestri del Trecento, nessuna in bronzo, sormontavano di solito le tombe; si hanno precedenti in pittura, tra questi il Guidoriccio da Fogliano di Simone Martini e il Giovanni Acuto di Paolo Uccello, ma Donatello probabilmente più che a questi si ispirò ai modelli classici: la statua equestre di Marco Aurelio a Roma, il Regisole, da cui prese ispirazione per la statica, e i Cavalli di San Marco, da cui riprese il modo del cavallo che avanza al passo col muso rivolto verso il basso.
Nell'opera, posta su un alto basamento, la figura dell'uomo è idealizzata, infatti non è un ritratto dal vero dell'uomo vecchio e malato prima della morte, ma una ricostruzione ideale, ispirata alla ritrattistica romana, ma con una precisa individuazione fisionomica, sicuramente non casuale. Il condottiero, con le gambe tese sulle staffe, fissa un punto lontano e tiene in mano il bastone del comando in posizione obliqua che con la spada nel fodero, sempre in posizione obliqua, fanno da contrappunto alle linee orizzontali del cavallo e alla verticale del condottiero accentuandone il movimento in avanti. Il monumento fece da prototipo per tutti i successivi monumenti equestri eretti in Italia, poi in Europa occidentale e in tutto il mondo, sino al Novecento.

### Ultimi anni (1453-1466)
Partito da Padova a fine del 1453, nel 1454 Donatello era tornato a Firenze. Il 15 novembre di quell'anno affittò una casa con annessa bottega e magazzini in piazza del Duomo, angolo via de' Servi dove oggi si trova una lapide.
Il ritorno a Firenze non fu facile, poiché durante la sua assenza il gusto dominante si era evoluto ed era diventato ormai poco disposto nei confronti della sua arte. Donatello era un artista al di fuori delle mode del tempo e continuò a muoversi al di fuori dei sentieri della convenzione stilistica. La forza creativa non lo abbandonò nemmeno in vecchiaia, come testimoniano capolavori come la Giuditta e i pulpiti di San Lorenzo, creati a più di settant'anni, sebbene con l'aiuto di numerosi assistenti.
Probabilmente risale a questi anni anche la scultura di un busto in marmo di Cecco Ordelaffi, signore di Forlì, nonché il San Pietro Martire realizzato per la chiesa di Santa Lucia Novella di Fabriano.

#### La Maddalena

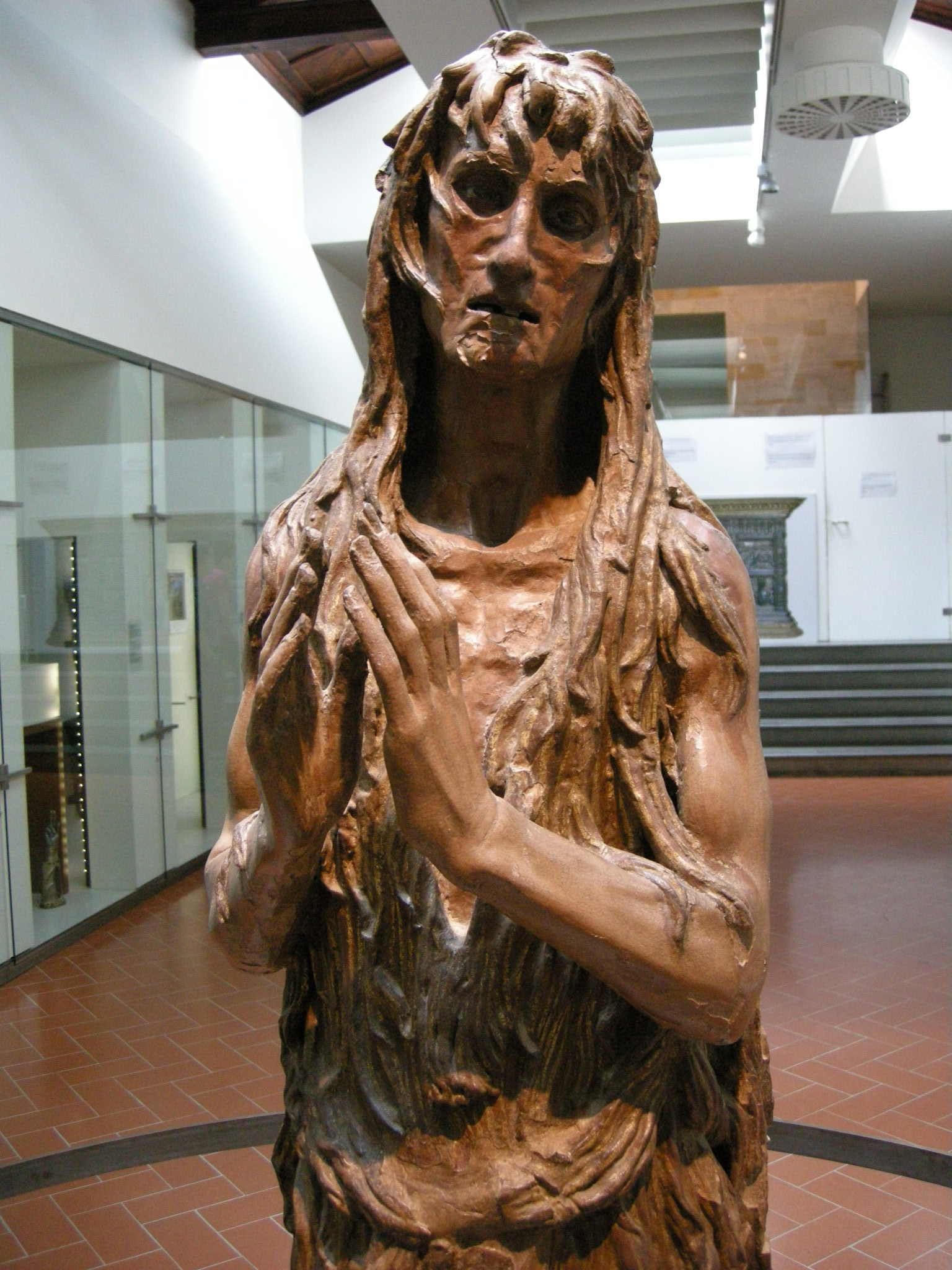
La Maddalena penitente, dettaglio

Tra il 1453 e il 1455 realizzò la Maddalena penitente, opera lignea del Museo dell'Opera del Duomo, che esemplifica perfettamente la scarnificazione delle forme dell'ultimo periodo di Donatello, verso un superamento espressionistico del classicismo di cui Donatello era stato il principale rappresentante in gioventù. In questa opera la bellezza fisica è negata, privilegiando i valori drammatici e patetici; il corpo scheletrico è reso informe dalla massa di capelli; traspare dal volto inciso la fatica, il dolore, l'animo stanco. Soprattutto in età avanzata, egli lasciò ogni modello precostituito per rappresentare i sentimenti più profondi dell'animo umano.

#### Giuditta e Oloferne

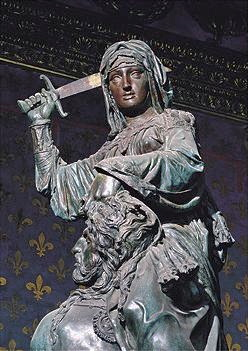
Giuditta e Oloferne

Del 1453-1457 circa è il gruppo con Giuditta e Oloferne. Il gruppo bronzeo rappresenta Giuditta velata, che dopo aver fatto ubriacare Oloferne, si appresta a decapitarlo; nel basamento vi sono tre bassorilievi con putti vendemmianti e scene di ebbrezza. Forse il gruppo statuario era impiegato come fonte da vino: infatti agli angoli del cuscino si trovano quattro fori. La statua, iniziata per la Cattedrale di Siena, venne posta nel giardino del palazzo Medici in via Larga, infine sistemata a palazzo Vecchio, dopo il sacco del palazzo in seguito alla seconda cacciata dei Medici. Forse venne realizzato su commissione di Piero de' Medici detto il Gottoso, in memoria di Cosimo il Vecchio. L'opera è firmata OPUS DONATELLI FLO[RENTINI] sul cuscino, ruotato rispetto al basamento in modo che i loro angoli non coincidono, creando un effetto di movimento. La struttura dell'opera è piramidale, con al vertice il volto della ieratica Giuditta e la lama della spada retta dal braccio destro dell'eroina piegato a novanta gradi, altro punto focale è la testa di Oloferne in cui convergono le diagonali del gruppo. L'opera è attraversata da diversi valori simbolici: come simbolo religioso (la continenza che abbatte la lussuria), come celebrazione della potenza dei Medici e infine come emblema comunale (la repubblica che abbatte i tiranni).

#### Crocifissione e altre opere
Risale a questo periodo forse anche il sarcofago di Niccolò e Fioretta Martelli in San Lorenzo, a Firenze. Anteriore al 1456 è la Madonna Chellini, nata come bassorilievo e stampo assieme.

#### Il soggiorno a Siena
Nel 1457 Donatello si trasferì a Siena, probabilmente con l'idea di stabilirvisi definitivamente per passare i propri anni della vecchiaia.
Qui portò con sé il San Giovanni Battista, fuso forse nel 1455: l'artista lo vendette agli operai del Duomo, ma senza l'avambraccio sinistro, una condizione che ha fatto pensare a problemi sul compenso.
Qui gli venne probabilmente affidato il compito di creare le porte bronzee per il Duomo (delle quali è una prova forse il Compianto di Cristo del Victoria and Albert Museum), ma anche in questo caso l'accordo dovette sfuggire e lo scultore se ne ripartì, deluso o forse stanco, per Firenze nel 1459. Per non offendere i senesi lasciò comunque un tondo raffigurante una Madonna col Bambino (ora identificata nella Madonna del Perdono).

#### I due pulpiti

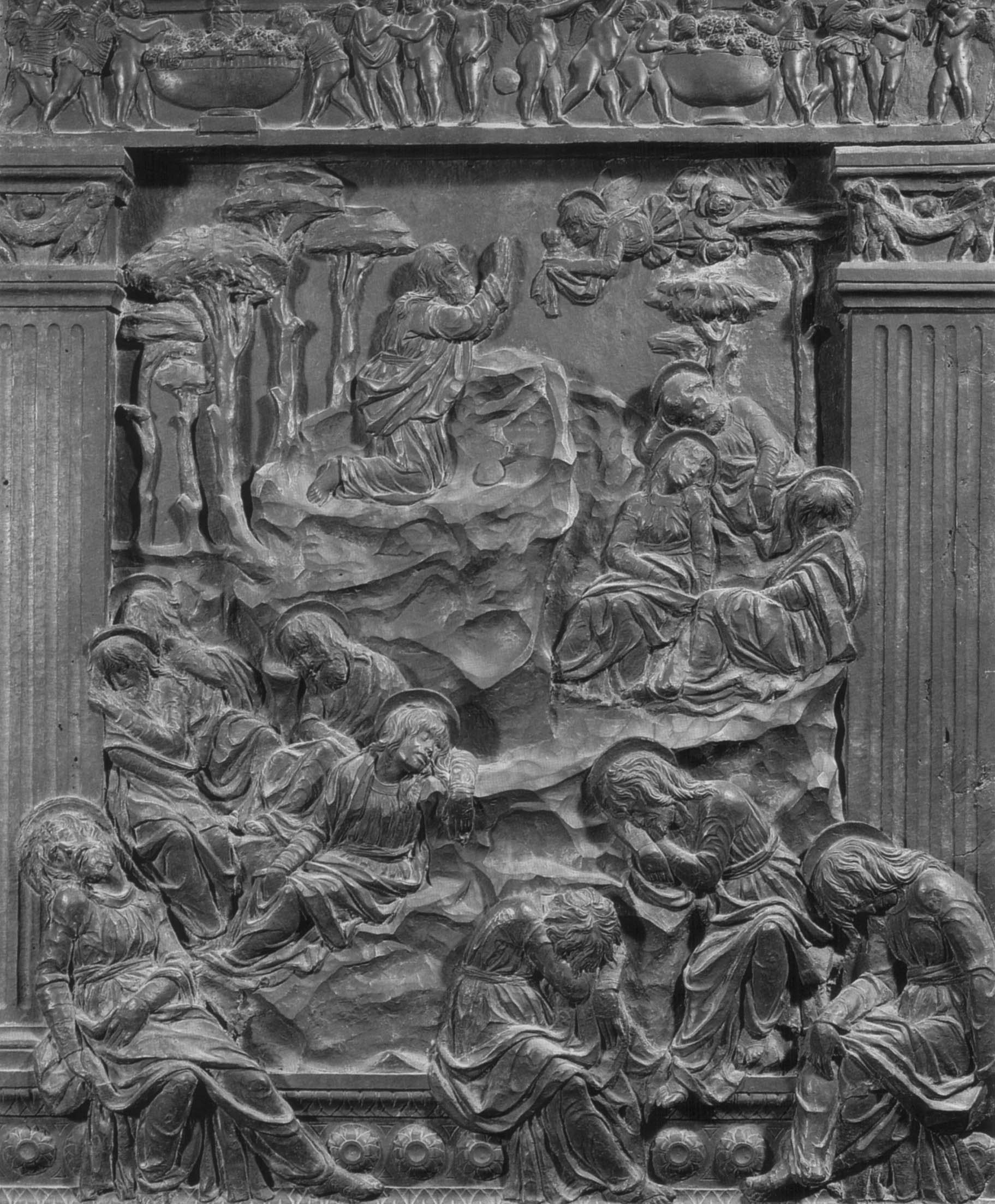
Rilievo della'Orazione nell'orto dal pulpito della Passione. Gli apostoli in primo piano escono dai confini della scena per sedersi sulla cornice inferiore.

Ultima commessa fiorentina furono i due pulpiti bronzei per la chiesa di San Lorenzo, opera realizzata con la partecipazione di aiuti (Bartolomeo Bellano e Bertoldo di Giovanni), ma da lui progettata in tutte le sue parti. Gli ultimi studi mettono in rilievo come probabilmente questi rilievi fossero stati commissionati per l'altare maggiore della chiesa; rimasti in gran parte ancora da fondere e rifinire alla morte dell'artista (1466), furono montati in fretta nella forma attuale in occasione della visita di papa Leone X nel 1515. In quest'opera si accentua la carica religiosa che spinge le figure verso un'estrema drammaticità, realizzata attraverso la tecnica del non-finito, in cui alcune parti delle figure sono appena sbozzate. Non è dato sapere in quanta misura ciò sia opera consapevole di Donatello, ma è un dato di fatto anche in altre opere attribuite al maestro (come il Compianto di Londra) e si adatta perfettamente alle emozioni crude e all'espressività delle scene dell'ultima fase dell'artista. Sembra spesso, infatti, di essere di fronte a uno schizzo, a una rappresentazione di getto.
Lo spazio è trattato con una libertà compositiva spregiudicata: le figure scompaiono dietro i bordi oppure li scavalcano, invadono la cornice sia superiore che inferiore, camminano tra gli elementi di separazione che scandiscono le scene, venendo proiettate verso lo spettatore con notevole illusionismo.

#### La morte
In conformità con l'archetipo della vita d'artista, si narra che Donatello passò i suoi ultimi giorni solo, abbandonato dalla fortuna artistica e provato dalla vecchiaia e della malattia. Vasari riporta che Donatello negli ultimi anni di vita fu incapace di lavorare e rimase inchiodato a letto.
Morì a Firenze nel 1466. Venne sepolto nei sotterranei della basilica di San Lorenzo, vicino a Cosimo il Vecchio, nella singolare e prestigiosa collocazione al di sotto dell'altare. Tra gli uomini che portarono la bara c'era Andrea della Robbia.
Alla sua morte restarono da pagare 34 fiorini d'affitto e ciò ha innescato riflessioni sul suo effettivo stato di povertà, ma la questione sembra piuttosto riferibile al suo totale disinteresse verso le questioni finanziarie, alla quale si dedicò per tutta la vita giusto il minimo indispensabile. Molti aneddoti testimoniano questo suo atteggiamento, come quello secondo cui, al tempo della sua fiorente bottega, fosse solito appendere una cesta colma di denaro alla quale i suoi assistenti potevano liberamente attingere secondo le proprie necessità. I compensi che ricevette per le sue opere lasciano dedurre che in vita ebbe assicurati lauti guadagni e inoltre pare che Cosimo de' Medici gli avesse accordato in fin di vita un vitalizio settimanale.

## Donatello e il rilievo

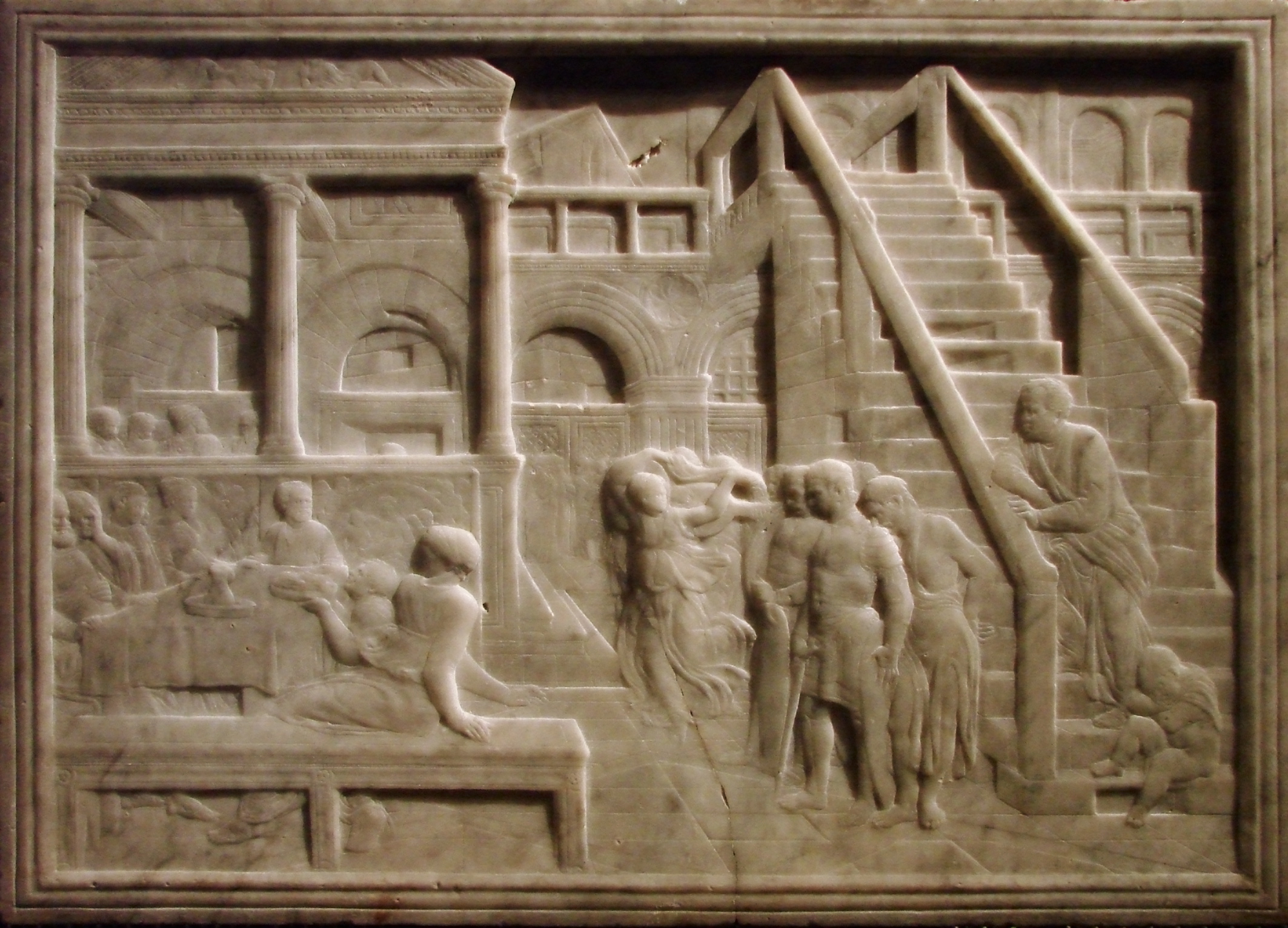
Banchetto di Erode, Musée dex Beaux-Arts, Lilla

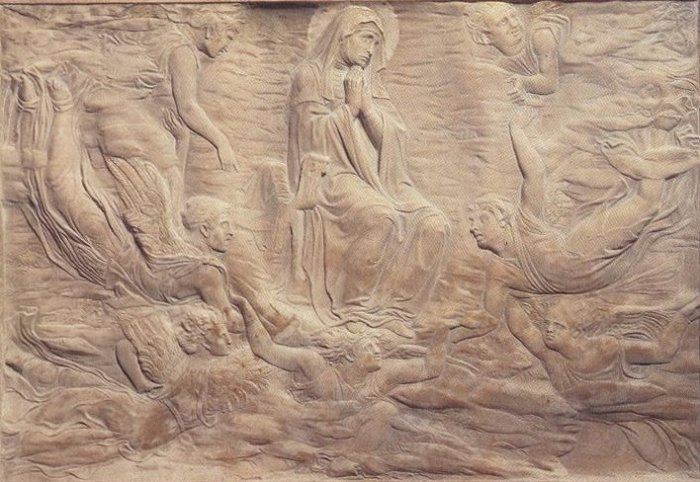
Assunzione della Vergine, Sant'Angelo a Nilo, Napoli

Le tecniche e le modalità del rilievo erano rimaste sostanzialmente le stesse dai tempi di Andrea Pisano e della sua porta del Battistero (1330-1336) e nei primi anni del Quattrocento era Lorenzo Ghiberti il maestro indiscusso di quest'arte. Ma nel corso del secondo decennio Donatello sviluppò delle innovazioni che rivoluzionarono la tecnica del rilievo e che parvero stupefacenti ai contemporanei. Si tratta del rilievo stiacciato, del quale cantò le lodi anche Vasari, che si basava sulla piattezza e sulla variazione di spessori infinitesimali, che ricordavano le opere di grafica. Tramite sottili giochi di luci ed ombre le figure potevano venire disposte in una profondità illusoria, dove gruppi di figure, il paesaggio e gli elementi architettonici si sovrapponevano uno dietro l'altro in innumerevoli sovrapposizioni, impossibili con le tecniche tradizionali.
Nei rilievi di Donatello si trova anche la prima applicazione coerente della prospettiva centrale, la cui scoperta è attribuita a Brunelleschi (1416 circa), ma alla quale potrebbe aver contribuito anche Donatello. Secondo il biografo di Brunelleschi, Antonio Manetti, i due artisti visitarono Roma assieme e qui trasposero assieme, su carta rigata, innumerevoli architetture, in disegni che inizialmente erano comprensibili al solo Filippo. Ma il veloce apprendimento di Donatello è testimoniato dal rilievo giovanile del San Giorgio libera la principessa (1417 circa), che mostra per la prima volta, molto prima delle opere di Masaccio e Paolo Uccello, le novità della prospettiva lineare con punto di fuga centrale. Lo stesso Brunelleschi pare che procedesse a una prima stesura delle sue teorie solo nel 1420.
Una differenza con altri artisti "ossessionati" dalla prospettiva come Paolo Uccello, fu che Donatello era capace di autolimitarsi e selezionare all'occorrenza i propri mezzi espressivi, a seconda del compito che doveva affrontare. Da ciò deriva la straordinaria varietà nelle opere di Donatello, dove sono del tutto assenti le ripetizioni e le semplici variazioni di schemi di successo. Nessuna coppia nelle formelle della Porta dei Martiri o degli Apostoli assomiglia a un'altra e anche nelle scene più affollate, come i Miracoli dell'Altare di Sant'Antonio da Padova, le centinaia di persone raffigurate sono sempre diverse e spesso prive di alcun modello antecedente.
Nel suo percorso artistico è evidente un continuo approfondimento ed evoluzione del repertorio, con un notevole studio preliminare di ciascun nuovo lavoro e la valutazione delle richieste specifiche e degli effetti desiderati.
Vasari quindi non ha dubbi nell'affermare che Donatello innalzò l'arte del rilievo a un nuovo livello e questo giudizio è ritenuto dalla storiografia artistica moderna tuttora valido.

## Donatello e i Medici

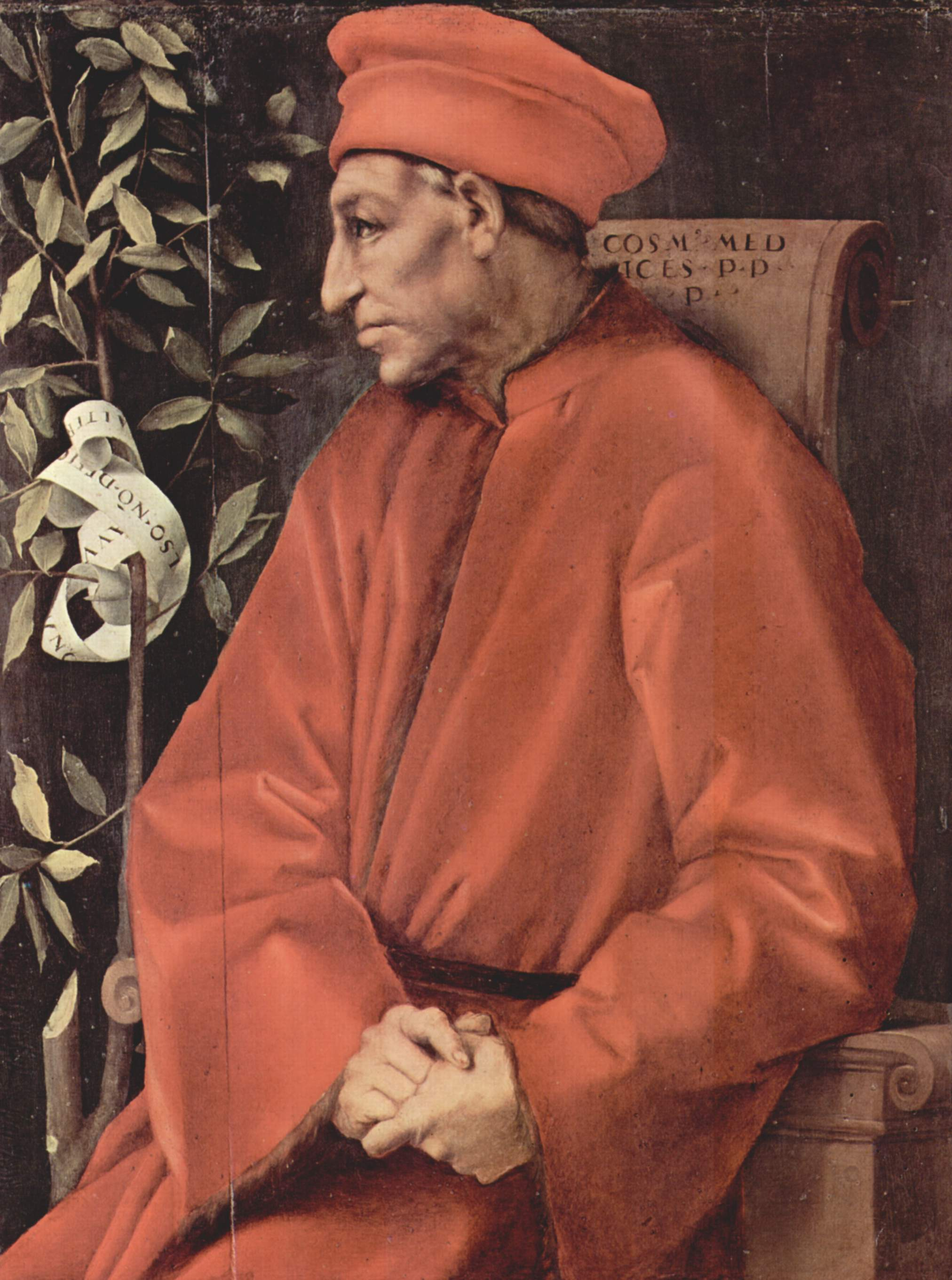
Pontormo, Ritratto di Cosimo il Vecchio (1519-1520).Firenze, Galleria degli Uffizi.

Donatello fu contemporaneo di Cosimo il Vecchio che, come lui, raggiunse una veneranda età morendo nel 1464, solo due anni prima del grande scultore. Vasari testimonia la conoscenza tra i due, che dovette durare per più di un cinquantennio, evolvendosi con il tempo in un'amicizia e stima reciproca. Se Donatello, figlio di un cardatore, riuscì a entrare nelle grazie di un uomo così ricco e potente come Cosimo è una chiara prova di quanto prestigio sociale potesse raggiungere un affermato artista nella Firenze del Quattrocento.
Curiosamente però non si è conservato nessun documento diretto di incarichi di Donatello da parte di Cosimo o dei suoi familiari, ma numerose sue opere scultoree sono sicuramente frutto del mecenatismo di Casa Medici. Tra queste, sicuramente ci sono alcune tavole a rilievo, le decorazioni della Sagrestia Vecchia, il David, la Giuditta e Oloferne, i pulpiti di San Lorenzo.
Pare che in letto di morte Cosimo si ricordasse di Donatello, regalandogli una tenuta di campagna nei pressi di Cafaggiolo. Egli però era poco propenso alla vita di campagna e chiese a Piero de' Medici di riprendere il regalo, cosa che, con divertimento, venne accettata e commutata in un vitalizio settimanale.

## Fortuna critica
Donatello fu conosciuto fin dai primi teorici come uno dei padri della "rinascita" delle arti del XV secolo, il primo che era riuscito a eguagliare i grandi scultori dell'antichità, secondo lo schema storico (in auge per molti secoli) che vedeva il Medioevo come un periodo di decadenza artistica. Già nel 1481 Cristoforo Landino nell'Apologia poneva Donatello al pari degli antichi e Giorgio Vasari, nelle due edizioni de le Vite (1550 e 1568) sottolineava come la sua opera fosse più simile agli artisti romani che a quelle degli altri maestri immediatamente precedenti.
Ma non mancavano le voci critiche sulla sua opera, tra cui ad esempio quella del suo stesso amico Filippo Brunelleschi. Le opere del periodo tardo, con lo stile crudo ed espressivo, vennero criticate nel XVI secolo, per venire gradualmente rivalutate solo nel XX secolo. Negli ultimi anni numerosi suoi lavori, già collocati all'esterno, sono stati sostituiti da copie e ricoverati nei musei.
Ma già Vasari nello scrivere la biografia di Donatello e il catalogo delle sue opere incorse in vari errori, che nel tempo si stratificarono. I giudizi imprecisi furono facilitati dallo smantellamento o la decontestualizzazione dai luoghi originali di singole sculture, come la cantoria o l'altare del Santo. Ciò comportò difficoltà sempre maggiori nel farsi un'idea della sua opera. Nel 1886, ad esempio, nel corso delle celebrazioni a Firenze per il cinquecentenario dalla nascita, capolavori autentici e documentati vennero confusi con lavori di altri autori, arrivando a un tale livello di astrusità che ormai era possibile attribuirgli qualsiasi opera in qualsiasi materiale.
Da allora la storiografia artistica ha iniziato un lavoro di selezione e riconsiderazione del catalogo, sgombrando il campo dai vecchi errori. Ancora oggi gli studi possono dirsi tutt'altro che conclusi, soprattutto per ampi periodi dove la documentazione conosciuta è particolarmente scarsa.

## Le fattezze di Donatello

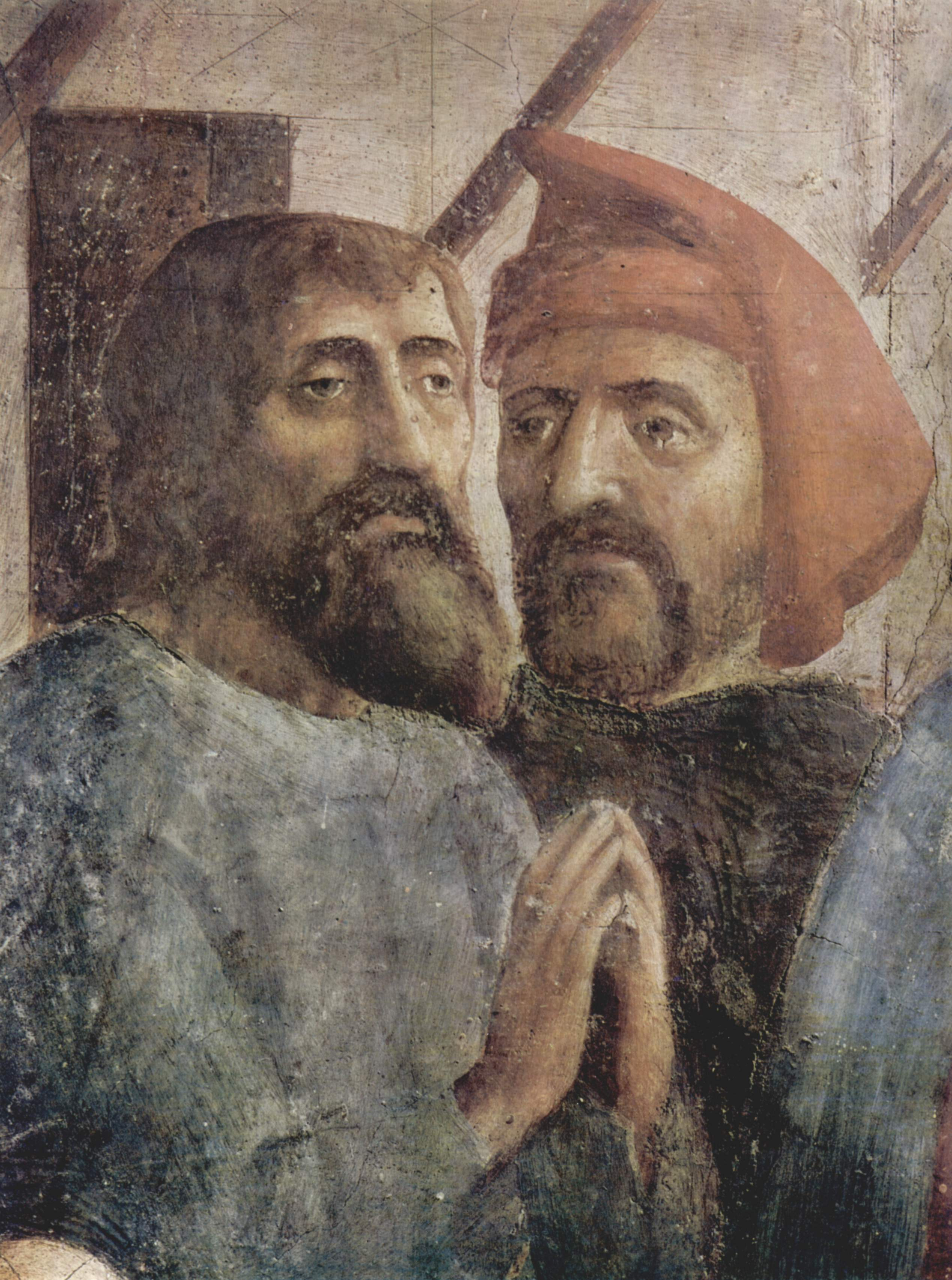
Possibile ritratto di Donatello (a destra) nella Cappella Brancacci

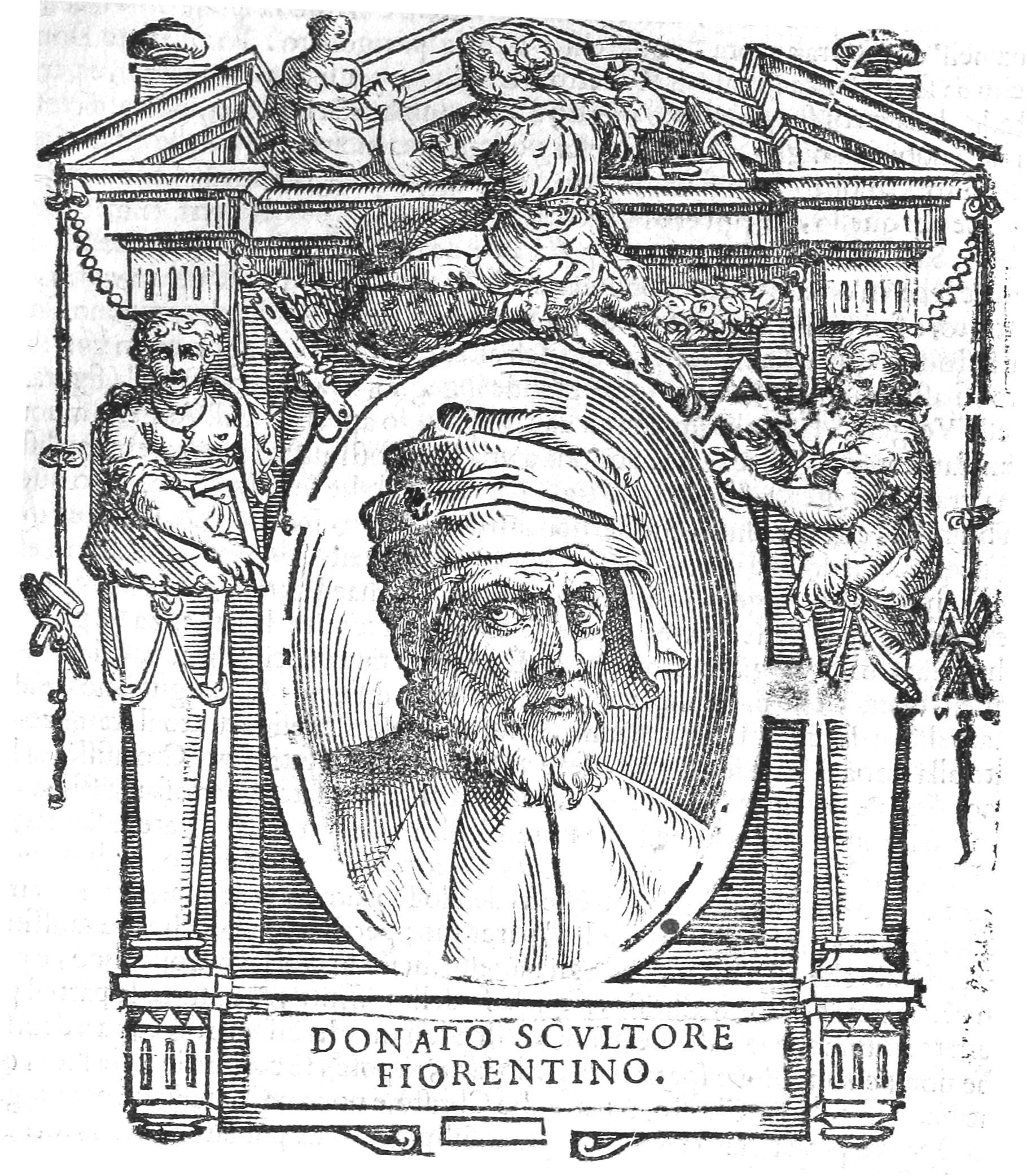
Ritratto di Donatello nelle Vite de' più eccellenti pittori, scultori e architettori (1568)

Esistono alcuni ritratti di Donatello che si rifanno essenzialmente al dipinto su tavola dei cinque Padri della Prospettiva (1470 circa), già attribuito a Paolo Uccello e conservato al Louvre di Parigi. Donatello, accanto a Giotto, Paolo Uccello, Antonio Manetti e Filippo Brunelleschi, è ritratto con una barba bianca più lunga sul pizzetto e con un turbante che venne poi ripreso nelle incisioni per l'edizione del 1568 de le Vite di Vasari, e nel ritratto del XVII secolo per la Serie Gioviana. Esiste anche un possibile ritratto giovanile di Donatello nella Cappella Brancacci, in particolare nell'affresco masaccesco del San Pietro che risana con l'ombra (1425-1427), dove sarebbe il personaggio barbuto accanto a un ritratto di Lorenzo Ghiberti con le mani giunte a sinistra di Pietro. Nello stesso affresco un personaggio con la barba bianca dietro Pietro assomiglia al ritratto postumo di Donatello, ma non è coerente con l'età che il maestro doveva avere all'epoca. Nella Resurrezione del figlio di Teofilo sono invece ritratti in gruppo Beato Angelico, Masolino da Panicale, Leon Battista Alberti e Filippo Brunelleschi.

## Opere

### Attribuzioni recenti

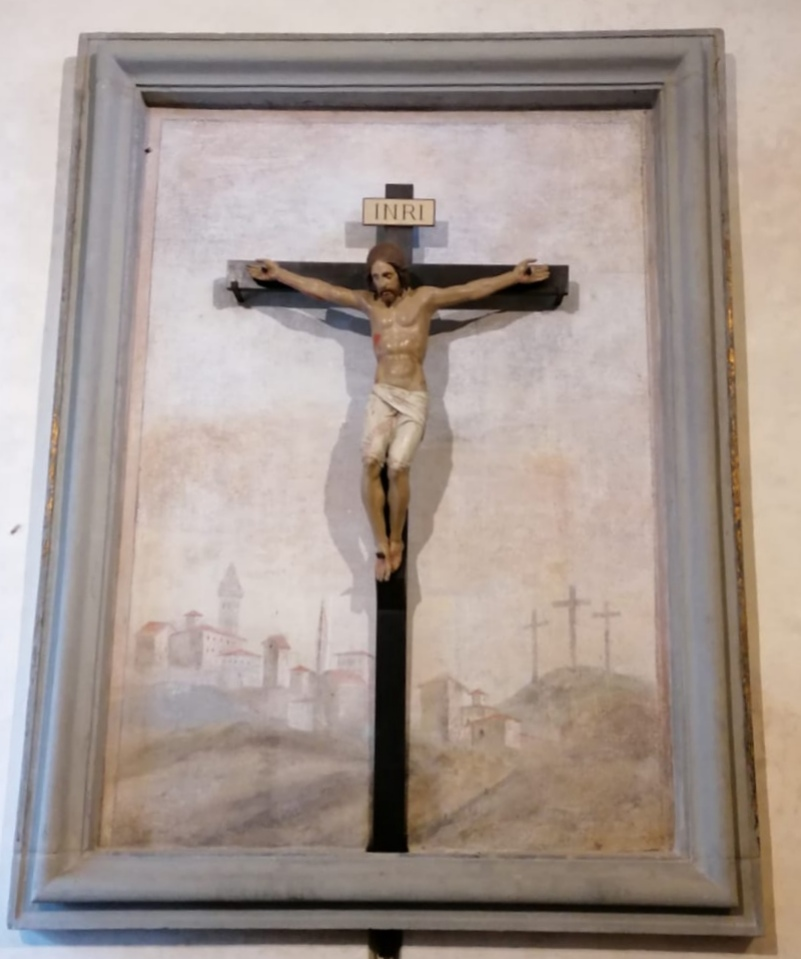
Il Cristo di Sant'Angelo a Legnaia

Nel 2020 lo storico d'arte Gianluca Amato ha attribuito anche il crocifisso della chiesa di Sant'Angelo a Legnaia di Firenze a Donatello.
Questa scoperta è stata valutata storicamente in considerazione che l'opera apparteneva alla Compagnia di Sant'Agostino che aveva sede nell'oratorio adiacente alla chiesa madre di Sant'Angelo a Legnaia. Promotori della ricerca sono stati don Moreno Bucalossi e Anna Bisceglia funzionaria, che nel 2012 ritennero l'opera meritevole di studio e di restauro. Silvia Bensì si è occupata del restauro.